# Miloš Raonić
Miloš Raonić (en montenegrino Милош Раонић; Podgorica, 27 de diciembre de 1990) es un tenista profesional canadiense de origen montenegrino que ocupa la posición 240 del ranking ATP. 
Su mejor marca ha sido el número 3, alcanzado el 21 de noviembre de 2016.
Sus mayores logros fueron la final de Wimbledon 2016; semifinales de la Masters Cup en 2013 y 4 finales de Masters 1000, mientras que solo cuenta con una segunda ronda en los Juegos Olímpicos de Londres 2012.
Es profesional desde el 2008 y forma parte del equipo de Copa Davis de Canadá.

## Carrera júnior
Raonic comenzó a entrenarse en el Centro Nacional de Entrenamiento ubicado en Uniprix, Canadá, donde empezó a destacar. En un principio, fue becado por la Universidad de Virginia y parecía que representaría a los "Caballeros" en el circuito colegial de tenis, pero sorprendió a todos al decidir convertirse, desde 2008, en tenista profesional. En los siguientes dos años fue escalando posiciones del ranking ATP (en el año 2008 culminó en la 915.ª posición, en 2009 se afianzó en el 373 puesto y por último cerró el 2010 como el 156.º mejor tenista del mundo) hasta pegar el salto en el año 2011.

## Carrera profesional

### Inicios en el profesionalismo: 2008-2010

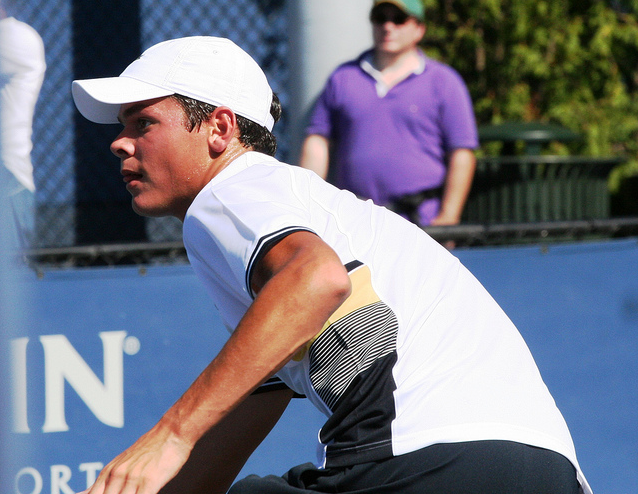
Raonic en el US Open 2010, su debut en un torneo de Grand Slam.

En 2008 Raonic se convirtió en tenista profesional. Fue finalista de dobles en el Challenger de Rimouski (junto a su compatriota Vasek Pospisil, perdiendo ante Kristian Pless y Michael Ryderstedt). Ganó un título de sencillos ITF. Fue campeón nacional en pista cubierta Sub-18 y semifinalista de dobles júnior de Roland Garros (de nuevo con Pospisil).
En 2009 clasificó para su primer torneo ATP World Tour Masters 1000 en su casa, en el Masters de Montreal y cayó ante el n.º 10, el chileno Fernando González por 4-6, 7-6(6), 6-4 en primera ronda. Fue el primer canadiense en clasificar al cuadro final desde 1986. Ganó dos títulos ITF en los Futures de Canadá F2 y Tailandia F2. Ganó cuatro Futures en dobles con cuatro parejas diferentes.

### 2010
2010 es el año de Mario tenístico en el circuito. Debuta en Copa Davis contra Colombia en Bogotá. Perdió sus dos partidos de sencillos, pero ganó el doble (junto con Daniel Nestor). Recibió una Wild card para el ATP World Tour Masters 1000 Toronto (perdió con el rumano Victor Hanescu en primera ronda por un doble 4-6). En el wild card de dobles, con Vasek Pospisil, vencieron a Novak Djokovic y Rafael Nadal 5-7 6-3 10-8 en primera ronda. Clasificó para su primer Grand Slam, el US Open y perdió con Carsten Ball en primera ronda por un tanteo de 7-6(4), 3-6, 3-6, 2-6. Clasificó para el Torneo de Kuala Lumpur y se convirtió en el cuarto canadiense en llegar a cuartos de final o mejor en un torneo ATP World Tour desde 2000. Derrotó a Igor Kunitsyn por 7-6(6) y 6-4, al cabeza de serie n.º 7 Sergiy Stajovski por 6-7(8) 7-6(9) y 62, para caer ante Ígor Andréiev por parciales de 1-6, 6-3, 3-6. Clasificó de nuevo para el Torneo de Tokio donde perdió con Rafael Nadal por un doble 6-4. Nadal comentó tras el partido: "Llegará a ser un buen jugador. No sé cuándo, pero pronto estará cerca en las posiciones top". En los ATP Challenger Tour fue finalista en el Challenger de Granby (perdiendo con Tobias Kamke). Ganó un título ITF en individuales.

### 2011
La temporada de Milos Raonic comenzó de nuevo con cambio de entrenador, ahora bajos los consejos del español Galo Blanco. Raonic comenzó la temporada jugando la previa para Aircel Chennai Open 2011, donde perdió en tercera ronda ante Edouard Roger-Vasselin por 7-6(2), 3-6 y 7-6(5).

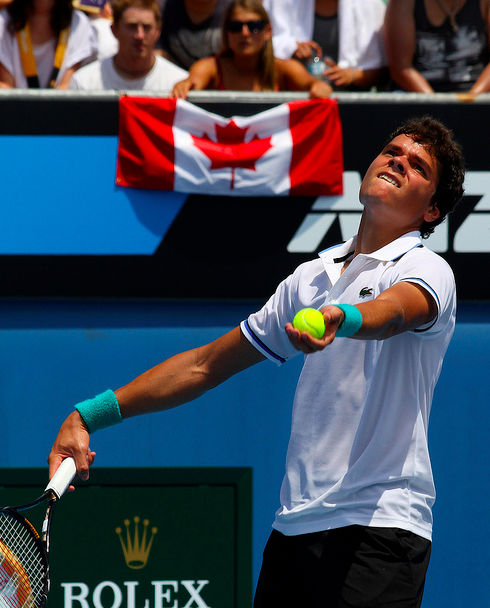
Raonic sirviendo durante el Australian Open.

Después se clasificó para el Australian Open, derrotando en primera ronda a Björn Phau por 7-6(3), 6-3 y 7-6(8), esta fue su primera victoria en un cuadro principal de Grand Slam. En la segunda ronda dio cuenta del cabeza de serie 22 Michaël Llodra por 7-6(3), 6-3, 7-6(4), con lo que se convirtió en el primer canadiense en diez años en alcanzar la tercera ronda del cuadro individual masculino en un torneo de Grand Slam. En la tercera ronda siguió sorprendiendo al mundo al derrotar al Top-10 Mijaíl Yuzhny por 6-4, 7-5, 4-6 y 6-4, con lo que se convirtió en el primer canadiense desde 1999 en alcanzar cuarta ronda, y finalmente en cuarta ronda perdió con el español David Ferrer por 6-4, 2-6, 3-6 y 4-6.
Su siguiente torneo fue el SA Tennis Open 2011, donde en primera ronda derrotó a Lu Yen-hsun por doble 6-3. En segunda ronda fue derrotado por Simon Greul 7-6(5) y 6-4.
En el SAP Open 2011 abrió ante Xavier Malisse, derrotándolo por 6-3 y 6-4. En segunda ronda derrotó a James Blake por 6-2 y 7-6(4). En la tercera ronda, frente a Ričardas Berankis alcanzó su primera semifinal en un torneo ATP, tras derrotarlo por 6-4 y 7-6(2). Tras la ausencia de Gael Monfils en semifinales, el canadiense avanzó a su primera final, donde enfrentó a Fernando Verdasco, a quien derrotó para conseguir su primer título por 7-6(6) y 7-6(5).
Luego, en el Regions Morgan Keegan Championships 2011, en una anécdota curiosa, enfrentó y derrotó nuevamente a Fernando Verdasco (a quien había derrotado la semana anterior en la final de San José), ahora por 6-4, 3-6 y 7-6(5). En segunda ronda derrotó a Radek Štěpánek por 6-4, 6-7(10) y 7-6(1). En cuartos de final enfrentó a Robert Kendrick, derrotándolo por 6-4, 3-6 y 6-3, volviendo a acceder a la final después de derrotar a Mardy Fish por 6-4, 4-6 y 6-3. En la final se midió ante el local Andy Roddick, quien lo derrotó por 6-7(7), 7-6(11) y 5-7. Luego de la final, el tenista canadiense de origen montenegrino alcanzó el puesto 37 del ranking ATP.
Recibió un "special exempt", para participar en el ATP World Tour 500 de Acapulco, pero no pudo participar debido a unas molestias en el hombro derecho.
En la Copa Davis, encabezaría al equipo canadiense frente a México, donde Raonic consiguió dar el triunfo a los suyos luego de conseguir los dos puntos de sencillos, primero derrotando a Manuel Sánchez por 6-2, 6-2 y 6-1 y a Daniel Garza por 7-5, 6-3, 6-2 y el de dobles junto a Vasek Pospisil a Luis Díaz-Barriga/Miguel Ángel Reyes-Varela por 4-6, 6-3, 6-4 y 6-4.
Luego recibiría una Wild Card para participar en el primer Masters 1000 del año, en Masters de Indian Wells, abriría con victoria sobre Marsel Ilhan por 6-4 y 7-6(4), en segunda ronda derrotó a Mardy Fish por 7-5 y 6-4, en la tercera ronda enfrentaría a Ryan Harrison, quien lo derrotaría tras dos horas y media de partido por 6-7(1), 6-4 y 4-6.
Durante el Sony Ericsson Open fue derrotado en segunda ronda por Somdev Devvarman por 6-7(5) y 7-5.
Su primer Masters 1000 sobre arcilla sería el Monte-Carlo Rolex Masters, en donde debutaría con una victoria sobre Michael Llodra por 6-3, 0-6 y 6-0. En segunda ronda derrotó a Ernests Gulbis por 6-4 y 7-5, en tercera ronda lo derrotó David Ferrer por 1-6 y 3-6.
Después participó en el Barcelona Open 2011, en primera ronda derrotó a Radek Štěpánek por 6-4 y 6-2, en segunda ronda derrotó a Simon Greul por 6-3, 4-6 y 7-6(5), en tercera ronda Ivan Dodig fue el encargado de despedirlo por 6-7(0), 6-4 y 3-6.
En su tercer torneo sobre tierra batida, en el Estoril Open, abrió con victoria ante Ígor Andréiev por doble 6-4, en segunda ronda derrotó a João Sousa por un 6-3 y 6-3, en cuartos de final derrotó a Gilles Simon con marcador de 7-6(4), 4-6 y 6-3, en la semifinal tuvo que retirarse por una lesión en la espalda, el marcador estaba 4-6 a favor de Fernando Verdasco.
Durante el Masters de Madrid 2011, fue derrotado en primera ronda por el local Feliciano López, con marcador de 6-4, 6-7(2) y 4-6.
En el Masters de Roma 2011 fue derrotado en primera ronda por Fernando Verdasco por 6-4 y 6-4.
En el segundo Grand Slam del año, Roland Garros, fue derrotado en primera ronda por Michael Berrer por 6-4, 4-6, 6-3 y 6-4.
En su primer torneo sobre pasto el Gerry Weber Open, abrió con victoria ante Pablo Andújar por 6-3 y 6-1, en segunda ronda derrotó a Tobias Kamke por 7-6(2) y 6-3, más tarde en cuartos de final fue derrotado por Philipp Petzschner por 3-6, 6-7 (6), 3-6.
Durante Wimbledon abrió con victoria frente a Marc Gicquel por 6-3, 7-6(3) y 6-3, en segunda ronda tuvo que retirarse contra Gilles Muller por una lesión cuando llevaba ventaja en el marcador de 3-2.
Más tarde el día 8 de julio se confrimó de que Raonic se iba a operar la cadera y también de que iba a estar de 6 a 9 semanas fuera de las canchas.
Raonic volvió a la actividad en la Copa Davis, enfrentando a Israel, donde abrió con una derrota ante Amir Weintraub por 7-5, 5-7, 3-6 y 1-6.
Durante la gira asiática participó en el Rakuten Japan Open Tennis Championships 2011 en donde derrotó en primera ronda a Yuichi Sugita 6-7(4), 6-3 y 7-6(1), en segunda ronda fue derrotado por Rafael Nadal por 5-7 y 3-6. En el Masters 1000 asiático, el Shanghái Rolex Masters, en primera ronda derrotó a Michael Llodra por 6-7(2), 6-2 y 7-6(5), en segunda ronda fue derrotado por David Ferrer con marcador de 5-7, 6-7(5).
En el If Stockholm Open derrotó en primera ronda a Marcos Baghdatis por 7-6(5), 6-7(4) y 6-4, en segunda ronda derrotó a Philipp Petzschner por doble 6-3, en los cuartos de final superó a Grigor Dimitrov por 7-5 y 6-4, fue derrotado en semifinales por Gaël Monfils con marcador de 7-6(6), 4-6 y 3-6. En el Valencia Open 500 fue derrotado en primera ronda por Marin Čilić por doble 6-4. En el último Masters 1000 del año, el 2011 BNP Paribas Masters fue derrotado en primera ronda por Julien Benneteau por 7-6(5), 6-7(5) y 4-6.
Al final del año fue reconocido como el "Jugador Revelación" de la temporada.[cita requerida]

### 2012
Abrió su temporada participando en el Aircel Chennai Open 2012, donde en segunda ronda derrotó a Victor Hanescu por 6-1 y 6-4, en cuartos de final derrotó a Dudi Sela por 7-6(4) y 6-3, en la semifinal derrotó a Nicolás Almagro por doble 6-4, consiguió su segundo título después de derrotar a Janko Tipsarević por 6-7(4), 7-6(4) y 7-6(4). Con esto se convirtió en el primer tenista desde Roger Federer, quien lo hizo en 2008, en ganar un torneo sin perder su saque.
En el Abierto de Australia 2012 derrotó en primera ronda a Filippo Volandri por 6-4, 6-0 y 6-2, en segunda ronda a Philipp Petzschner por 6-4, 5-7, 6-2 y 7-5, fue derrotado en tercera ronda por Lleyton Hewitt por 6-4, 3-6, 6-7(5) y 3-6.
Luego participó en la Copa Davis, enfrentando a Francia, su primer rival fue Julien Benneteau, a quien derrotó por 6-2, 6-4 y 7-5, no pudo enfrentar en a Jo-Wilfried Tsonga debido a una lesión.
En la segunda ronda del SAP Open 2012 derrotó a Tobias Kamke por 6-2 y 7-6(7), en cuartos de final derrotó a Kevin Anderson por 7-5 y 7-6(3), accedió a la final por segundo año consecutivo después de derrotar a Ryan Harrison por 7-6(4) y 6-2, logró repetir el título después de derrotar a Denis Istomin por 7-6(3) y 6-2.
Durante el Region Morgan Keegan Championships 2012 enfrentó en primera ronda a Ernests Gulbis, a quien derrotó por 6-2 y 7-6(3), en la segunda ronda derrotó a Sergiy Stajovski por 6-4 y 6-4, derrotó en cuartos de final a Oliver Rochus por 6-3 y 7-6(3), en semifinales venció a Benjamin Becker por 6-4 6-4, en la final fue derrotado por Jürgen Melzer con marcador de 5-7 y 6-7(4).
En el primer Masters 1000 del años, en el BNP Paribas Open 2012, enfrentó su primer partido derrotó a Carlos Berlocq por 6-4 y 6-2, en tercera ronda fue derrotado por Roger Federer con marcador de 7-6(4), 2-6 y 4-6.
Ahora en el Sony Ericsson Open 2012 derrotó en segunda ronda a Arnaud Clement por 7-6(7) y 6-2, debido a molestias físicas no se presentó a su partido ante Andy Murray.
Empezó su temporada de arcilla en el Monte-Carlo Rolex Masters 2012 jugando ante Albert Montañés, quien lo derrotó por 2-6, 6-3 y 3-6.
En el Barcelona Open Banco Sabadell 2012, derrotó en primera ronda a Alejandro Falla por 6-4 y 7-6(3), en segunda ronda derrotó a Ígor Andréiev por 6-4 y 6-1, en tercera ronda a Nicolás Almagro por doble 6-3, en cuartos de final derrotó a Andy Murray por 6-4 y 7-6(3), fue derrotado en semifinales por David Ferrer, con marcador de 6-7(2) y 6-7(5).
Abrió su participación en el Mutua Madrid Open 2012 ante David Nalbandian, a quien derrotó por doble 6-4, en segunda ronda fue derrotado por Roger Federer por 6-4, 5-7, 6-7(5), en una enorme exhibición de buen tenis por parte del canadiense.
En el Internazionali BNL d'Italia 2012, perdió en primera ronda con Florian Mayer por 6-7(4) y 4-6.
Comenzó su participación en Roland Garros 2012 derrotando a Rubén Ramírez Hidalgo por 6-4, 6-2 y 6-2, en segunda ronda derrotó a Jesse Levine por 6-4, 7-5 y 6-2, en tercera ronda fue derrotado por Juan Mónaco, con marcador de 7-6(5), 3-6, 7-6(5), 3-6 y 4-6.
Comenzó su temporada sobre césped en el Gerry Weber Open 2012, derrotando en primera ronda a Philipp Petzschner por 7-5 y 7-6(1), en segunda ronda derrotó a Ze Zhang por doble 6-1, fue derrotado en cuartos de final por Roger Federer, con marcador de 7-6(4), 4-6 y 6-7(3).
En la primera ronda de Wimbledon 2012, derrotó a Santiago Giraldo por triple 6-4, en segunda ronda fue derrotado por Sam Querrey, con marcador de 7-6(3), 6-7(9), 6-7(8) y 4-6.
Como preparación final antes de los Juegos Olímpicos, participó en el Campbell's Hall of Fame Tennis Championships 2012, donde en primera ronda enfrentó a Matthew Ebden, a quien derrotó por 3-6, 6-3 y 7-5, en segunda ronda fue derrotado por Benjamin Becker con doble 3-6.
En los Juegos Olímpicos de Londres 2012, derrotó en primera ronda a Tatsuma Ito por 6-3 y 6-4, en segunda ronda fue parte del partido más largo en la historia de los JJ. OO. hasta el momento (luego Juan Martín del Potro y Roger Federer romperían el récord), en un partido donde fue derrotado por Jo-Wilfried Tsonga con marcador de 3-6, 6-3 y 23-25.
Comenzó la gira durante el Rogers Cup 2012, donde en segunda ronda derrotó a Viktor Troicki por 6-3 y 6-4, avanzó a cuartos de final tras la no presentación de Andy Murray, en cuartos de final fue derrotado por John Isner con marcador de 6-7(9) y 4-6.
En el Western & Southern Open 2012 enfrentó en primera ronda a Richard Gasquet, a quien derrotó por 7-6(4) y 6-3, en segunda ronda derrotó a Marcos Baghdatis por 6-7(6), 6-3 y 6-4, en tercera ronda derrotó a Tomáš Berdych por 6-4, 2-6 y 6-2, fue derrotado en cuartos de final por Stanislas Wawrinka, con marcador de 6-2, 6-7(5) y 4-6.
Durante el último Grand Slam del año, el Us Open 2012, derrotó en primera ronda a Santiago Giraldo por 6-3, 4-6, 3-6, 6-4 y 6-4, en segunda rona pasó sobre Paul-Henri Mathieu por 7-5, 6-4 y 7-6(5), en tercera ronda derrotó a James Blake por 6-3, 6-0 y 7-6(3), fue derrotado en cuarta ronda por Andy Murray, con marcador de 4-6, 4-6 y 2-6.
En la serie por permanecer en el Grupo Mundial en la Copa Davis 2013, enfrentó a Sudáfrica, donde en el primer partido derrotó a Nikala Scholtz por 7-5, 6-4 y 7-5, aseguraría la permanencia de Canadá en el Grupo Mundial luego de derrotar a Izak van der Merwe por 6-2, 6-2 y 6-4.
Empezó la gira en el PTT Thailand Open 2012, donde en segunda ronda derrotó a Ivo Karlović por 7-6(3) y 6-4, en cuartos de final fue derrotado por Jarkko Nieminen, con marcador de 3-6, 6-7(3).
Luego durante el Rakuten Japan Open Tennis Championships 2012, derrotó en primera ronda a Radek Štěpánek por doble 6-4, avanzó a cuartos de final luego del abandono de Viktor Troicki con el marcador 3-0 favor Raonic, en cuartos de final derrotó a Janko Tipsarević por 6-7(5), 6-2 y 7-6(7), en semifinal derrotó a Andy Murray por 6-3, 6-7(5) y 7-6(4), en la final mostró muestras de cansancio, y fue derrotado en tres sets por Kei Nishikori, con marcador de 6-7(5), 6-3 y 0-6.
Para finalizar la gira asiática, participó en el Shanghái Rolex Masters 2012, donde en primera ronda derrotó a Marinko Matosevic por 7-6(4) y 6-3, fue derrotado en segunda ronda por Marcos Baghdatis con marcador de 6-7(4), 7-6(5) y 6-7(3).
En el Valencia Open 2012 fue derrotado en primera ronda por Gilles Muller con marcador de 5-7, 6-7(1).
En el BNP Paribas Masters 2012 derrotó en segunda ronda a Jeremy Chardy por 6-7(4), 7-6(4) y 6-3, fue derrotado en tercera ronda por Sam Querrey, con marcador de 3-6 y 6-7(1), con esto daría por finalizada su temporada 2012.

### 2013
Comenzó su temporada en el Brisbane International 2013, donde fue derrotado en segunda ronda por Grigor Dimitrov con marcador de 3-6 y 4-6.
En el Abierto de Australia 2013 comenzó con una victoria sobre Jan Hájek por 3-6, 6-1, 6-2 y 7-6(0), en segunda ronda derrotó a Lukáš Rosol por 7-6(2), 6-2 y 6-3, en tercera ronda derrotó a Philipp Kohlschreiber por 7-6(4), 6-3 y 6-4, fue derrotado por Roger Federer en cuarta ronda, por marcador de 4-6, 6-7(4) y 2-6.
Encabezó a Canadá en la Copa Davis, enfrentando a España, donde en su primer partido derrotó a Albert Ramos por 6-7(5), 6-4, 6-4 y 6-4, sellaría el pase de Canadá con una victoria sobre Guillermo García-López, con marcador de 6-3, 6-4 y 6-2.
Comenzó la defensa de su título en el SAP Open 2013 derrotando en segunda ronda Michael Russell por 6-2 y 7-5, en cuartos de final derrotó a Denis Istomin por 7-6(0) y 6-3, avanzó a su tercer final después de derrotar a Sam Querrey por 6-4 y 6-2, logró el título por tercera vez consecutiva con una victoria sobre Tommy Haas con marcador de 6-4 y 6-3.
Fue sorpresivamente derrotado en primera ronda por Jack Sock, en el Región Morgan Keegan Championships 2013, por marcador de 3-6, 7-5 y 5-7.
Comenzó su participación en el BNP Pariban Open 213 en la tercera ronda frente a Marin Čilić, a quien derrotó por 3-6, 6-4 y 6-3, fue derrotado por Jo-Wilfried Tsonga en cuarta ronda, con marcador de 6-4, 5-7 y 4-6.
En el Sony Ericsson Open 2013, derrotó en segunda ronda a Guillaume Rufin por 6-2 y 6-4, tuvo que retirarse previo a su partido de tercera ronda, ante Sam Querrey.
En los cuartos de final de la Copa Davis, enfrentó a Fabio Fognini, a quien derrotó por 6-4, 7-6(3) y 7-5, en el segundo punto enfrentó a Andreas Seppi, selló un histórico pase a semifinales de Canad'a, luego de derrotar al italiano por 6-4, 6-4, 3-6 y 7-5.
En la primera ronda del Monte-Carlos Rolex Masters 2013, derrotó a Julien Benneteau por 6-1 y 6-4, fue derroradó en segunda ronda por Jarkko Nieminen, con marcador de 3-6, 6-1 y 6-7(3).
En el Barcelona Open Banco Sabadell 2013, comenzó en la segunda ronda derrotando a Edouard Roger-Vasselin por 6-4 y 6-2, luego en tercera ronda a Ernests Gulbis con marcador de 6-2 y 7-6(6), en cuartos de final derrotó a Tommy Robredo por 6-7(5), 6-3 y 7-6(2), fue derrotado por Rafael Nadal en semifinales, con marcador de 4-6 y 0-6.
En el Mutua Madrid Open 2013 fue derrotado en segunda ronda por Fernando Verdasco con marcador de 4-6, 6-2 y 6-7(7), previamente en la primera ronda había derrotado a Nikolái Davydenko por 7-5 y 7-6(5).
Durante el Internazionali BNL d'Italia de 2013, fue derrotado en primera ronda por Philipp Kohlschreiber, con marcador de 6-7(2) y 4-6.
En el Gran Slam sobre arcilla, Roland Garros 2013, derrotó en primera ronda a Xavier Malisse por 6-2, 6-1, 4-6 y 6-4, luego en segunda ronda a Michael Llodra por 7-5, 3-6, 7-6(3) y 6-2, finalmente fue derrotado por Kevin Anderson por 5-7, 6-7(4) y 3-6.

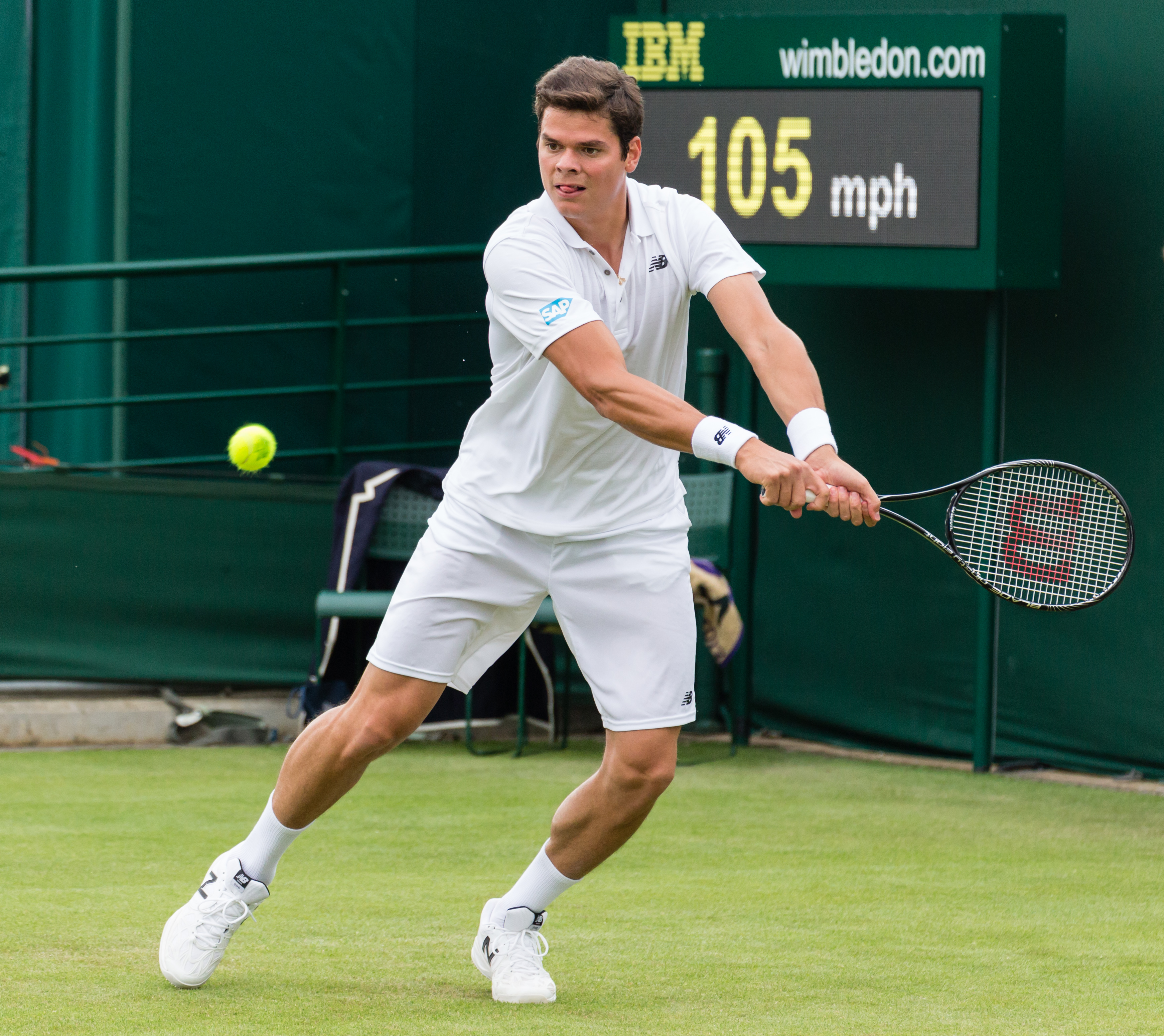
Raonic durante la gira de césped.

Fue derrotado en primera ronda en el Gerry Weber Open 2013, por Gael Monfils, con marcador de 4-6 y 2-6.
Como el máximo favorito, llegaba al Torneo de Eastbourne, pero fue derrotado en segunda ronda por Ivan Dodig, por 2-6, 6-7(7).
En la primera ronda de Wimbledon 2013 derrotó a Carlos Berlocq por 6-4, 6-3 y 6-3, fue derrotado sorpresivamente en segunda ronda por Igor Sijsling con marcador de 5-7, 4-6 y 6-7(4).
Volvió a las canchas duras durante el Citi Open 2013, donde en segunda ronda derrotó a Samuel Groth por 7-5 y 6-4, cayó en tercera ronda ante Marinko Matosevic por 5-7, 6-7(7).
Dentro de su país en la Rogers Cup 2013, derrotó en primera ronda a Jeremy Chardy por 6-3, 4-6 y 7-5, en segunda ronda pasó sobre Mijaíl Yuzhny con un doble 6-4, avanzó a cuartos de final luego de derrotar en tercera ronda a Juan Martín del Potro por 7-5 y 6-4, en cuartos de final derrotó a Ernests Gulbis por 7-6(3), 4-6 y 6-4, en la semifinal enfrentó a su compatriota Vasek Pospisil, a quien derrotó por 6-4, 1-6 y 7-6(4), con esto Raonic se convirtió en el primer canadiense en llegar a la final de este torneo, además de alcanzar el puesto 10 del ranking de la ATP, fue derrotado en la final por Rafael Nadal, con un contundente doble 2-6.
Abrió con una victoria en el Western & Southern Open 2013, sobre Jack Sock por 3-6, 6-4 y 6-3, en segunda ronda derrotó a Janko Tipsarević por 6-4 y 7-6(4), fue derrotado en tercera ronda por John Isner con marcador de 6-7(5) y 4-6.
Durante el Abierto de Estados Unidos 2013 derrotó en primera ronda a Thomas Fabbiano por 6-3, 7-6(6) y 6-3, luego en segunra ronda a Pablo Andújar con marcador de 6-1, 6-2 y 6-4, pasó a cuarta ronda después de derrotar a Feliciano López por 6-7(4), 6-4, 6-3 y 6-4, finalmente fue derrotado en cuarta ronda por Richard Gasquet con el resultado de 6-7(4), 7-6(4), 6-2, 6-7(9) y 5-7.
En la semifinal de la Copa Davis, Canadá enfrentó a Serbia, en su primer encuentro Raonic derrotó a Janko Tipsarević por 5-7, 6-3, 3-6, 6-3 y 10-8, fue derrotado en el segundo punto por Novak Djokovic con marcador de 6-7(1), 2-6 y 2-6.
Logró su segundo título de la temporada en el PTT Thailand Open 2013, donde en segunda ronda derrotó a Marinko Matosevic por 7-6(3), 4-6 y 6-4, en cuartos de final a Feliciano López por 6-4 y 6-3, en las semifinales derrotó a Richard Gasquet con marcador de 3-6, 7-5 y 6-3, en la final superó a Tomáš Berdych por 7-6(4) y 6-3.
Alcanzó la final del Rakuten Japan Open Tennis Championships 2013, derrotando de manera consecutiva a Go Soeda, Jeremy Chardy, Lukas Lacko e Ivan Dodig, fue derrotado en la final por Juan Martín del Potro, con marcador de 6-7(5) y 7-5.
En el Masters 1000 asiático, el Shanghái Rolex Masters 2013 derrotó en primera ronda a Michal Przysiezny por sobre 6-4, luego en segunda ronda a Fernando Verdasco con marcador de 7-6(1), 3-6 y 6-3, fue derrotado en tercera ronda por Stanislas Wawrinka, por 6-7(2) y 4-6.
Luego disputó el If Stockholm Open 2013, venció en primera ronda al tenista local Joachim Johansson 6-2 y 7-6(3), pero fue derrotado en cuartos de final por Benoît Paire, por 6-7(3) y 3-6.
Raonic cerró su temporada disputando el BNP Paribas Masters 2013. En segundo ronda derrotó al holandés Robin Haase por 6-3 y 6-4, pero fue derrotado en tercera ronda por el sexto cabeza de serie, Tomáš Berdych por 6-7(13) y 4-6.

### 2014
Su temporada comenzaría directamente en el Abierto de Australia 2014 con victoria en primera ronda contra el español Daniel Gimeno-Traver por 7-6(2), 6-1, 4-6 y 6-2. En segunda ronda se enfrentó derrotando al rumano Victor Hanescu por 7-6(9), 6-4 y 6-4. En tercera ronda cayó derrotado en un emocionante partido a cuatro sets contra otra joven promesa, el búlgaro Grigor Dimitrov por un marcador de 3-6, 6-3, 4-6 y 6-7(10).
Luego de casi dos meses de inactividad causado por una lesión en el tobillo en el Abierto de Australia 2014, que le obligó a retirarse de varios torneos incluyendo la primera ronda de la Copa Davis 2014 (en la que Canadá cayó ante Japón, hace su regreso en el BNP Pariban Open 2014 logrando su mejor resultado en este torneo. En segunda ronda derrotó en un duro partido al francés Édouard Roger-Vasselin por 7-6(4), 4-6, 7-6(2), en tercera ronda le gana en un partido más cómodo al colombiano Alejandro Falla por 6-4, 6-3. En la cuarta ronda logra su primera victoria sobre un top ten en el año al derrotar al número seis del mundo Andy Murray por un marcador de 4-6, 7-5, 6-3. Tras realizar un buen torneo cae finalmente en cuartos de final ante la revelación Aleksandr Dolgopólov por 3-6 y 4-6 quien previamente había derrotado al número uno del mundo.
Luego, inicia en segunda ronda del Sony Ericsson Open 2014, enfrentando a Jack Sock y derrontándolo por un marcador de 6-4, 7-6. En tercera ronda derrota con facilidad al español Guillermo García-López por 6-1, 6-2, en cuarta ronda se enfrenta derrotando a Benjamin Becker por 6-3, 6-4 accediendo por primera vez a cuartos de final en el torneo de Miami, cayendo finalmente ante Rafael Nadal por 6-2, 2-6 y 4-6, aunque por primera vez arrebatándole un set.
Liego, comenzaría su temporada de tierra batida. Debido a su ranking inicia en segunda ronda del Monte-Carlo Rolex Masters derrotando al taipiense Lu Yen-hsun por 6-7, 6-2, 6-1 en un atractivo. En tercera ronda derrota a Tommy Robredo por un claro 6-4, 6-3, llegando a cuartos de final por primera vez en el torneo monegasco cayendo con el posterior campeón Stanislas Wawrinka por un tanteo de 6-7(5) y 2-6.
Juega el Portugal Open 2014 como segundo cabeza de serie. Inicia el torneo derrotando en segunda ronda al uruguayo Pablo Cuevas por 6-3, 6-2, después de quedar exento de la primera ronda. En cuartos de final cae derrotado ante el argentino y posterior campeón Carlos Berlocq por 5-7, 4-6.

### 2015

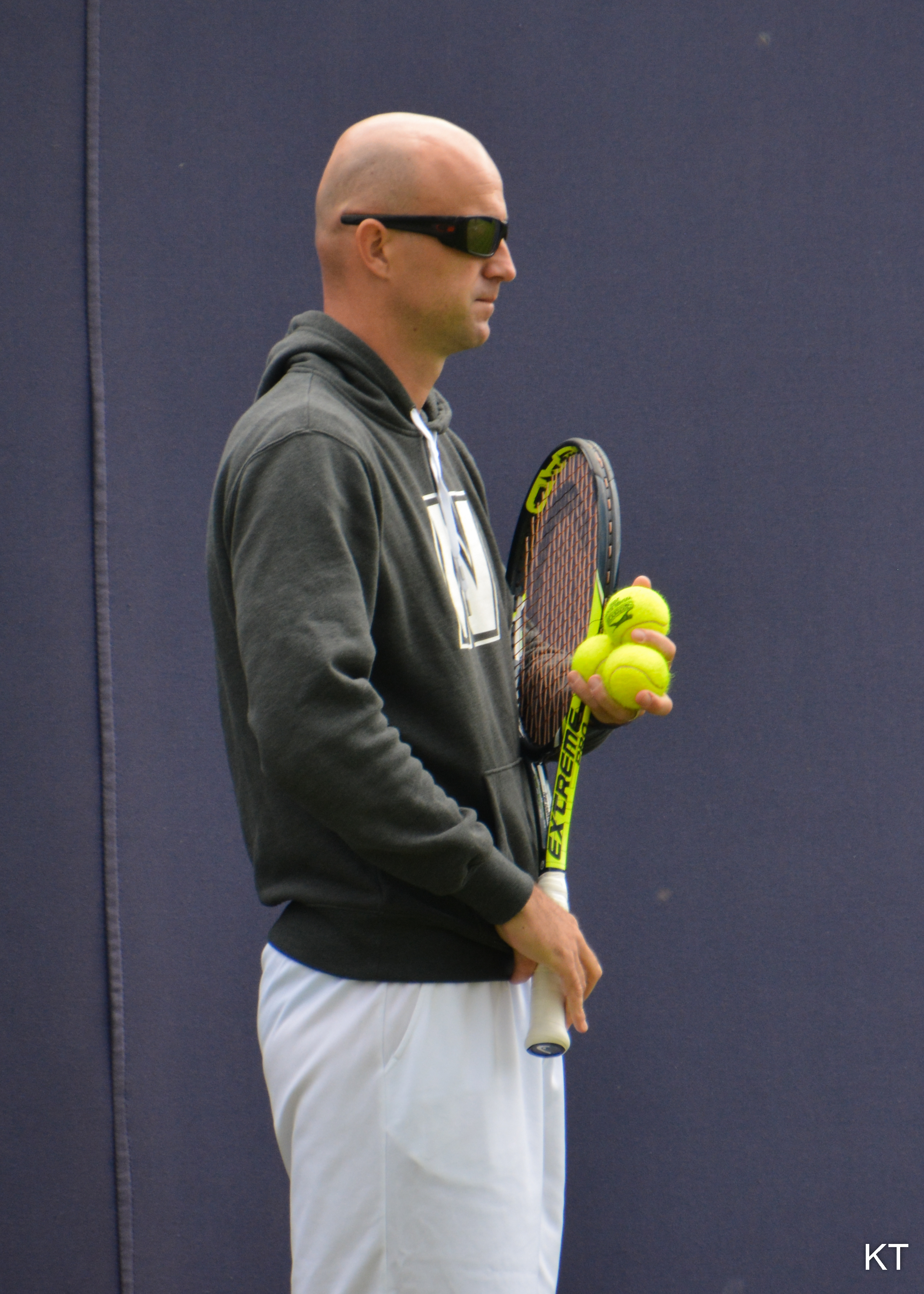
El exentrenador de Raonic, Ivan Ljubičić.

Su primer torneo de la temporada fue el ATP 250 de Brisbane. Comenzó desde la segunda ronda al ser 3° cabeza de serie derrotando a Mijaíl Kukushkin, en cuartos de final eliminó al local Sam Groth en un partido apretado por 7-6(5), 3-6, 7-6(2). En semifinales batió al 5° del mundo Kei Nishikori en otro partido ajustado por 6-7(4), 7-6(4), 7-6(4). En la final, perdió contra el n.º 2 del mundo Roger Federer por 4-6, 7-6(2), 4-6 con Federer registrando su victoria número 1000 como profesional. En el Abierto de Australia hace un buen torneo, pasó sus primeras 3 rondas en sets corridos. En octavos de final se enfrentó a Feliciano López y logró prevalecer en cinco mangas por 6-4, 4-6, 6-3, 6-7(7), 6-3. Sin embargo, perdió en cuartos de final contra Novak Djokovic por 6-7(5), 4-6, 2-6 en solo 2 horas.
En el Torneo de Róterdam, perdió en las semifinales ante Stanislas Wawrinka, futuro ganador del torneo en dos sets en doble tiebreak. Luego en el Torneo de Marsella perdió de entrada contra el italiano Simone Bolelli en tres sets.
Durante el primer Masters 1000 de la temporada, en Indian Wells, venció al italiano Simone Bolelli (que lo había derrotado en Marsella, al ucraniano Alexandr Dolgopolov y al español Tommy Robredo en sets corridos. En los cuartos de final se enfrentó a otro español, Rafael Nadal número 3 del mundo, a quien nunca venció, y terminó ganando tras salvar 3 bolas de partido por 4-6, 7-6 (10), 7-5 en tres horas de juego. En las semifinales, perdió bruscamente contra Roger Federer por 5-7, 4-6 en menos de una hora y media. En el Masters de Miami perdió en la cuarta ronda contra John Isner por 7-6(3), 6-7(6), 6-7(5).
Comienza la gira de arcilla en el Masters de Montecarlo al llegar a cuartos de final tras vencer a João Sousa y Tommy  Robredo. Pero ahí se retiró contra Tomáš Berdych, debido a una lesión en el pie derecho justo cuando iba perdiendo 2-5. Seguidamente se baja del Torneo Conde de Godó debido a esta lesión. Regresa en el Masters de Madrid como quinto cabeza de serie, derrotó a los argentinos Juan Mónaco y Leonardo Mayer en sets corridos para llegar a los cuartos de final. Pero ahí perdió contra Andy Murray por 4-6, 5-7. Posteriormente se bajó del Masters de Roma (torneo donde defendía semifinales) debido a una lesión en el pie la cual requirió de cirugía y luego también se bajo del segundo Grand Slam del año: Roland Garros mientras estaba en recuperación.

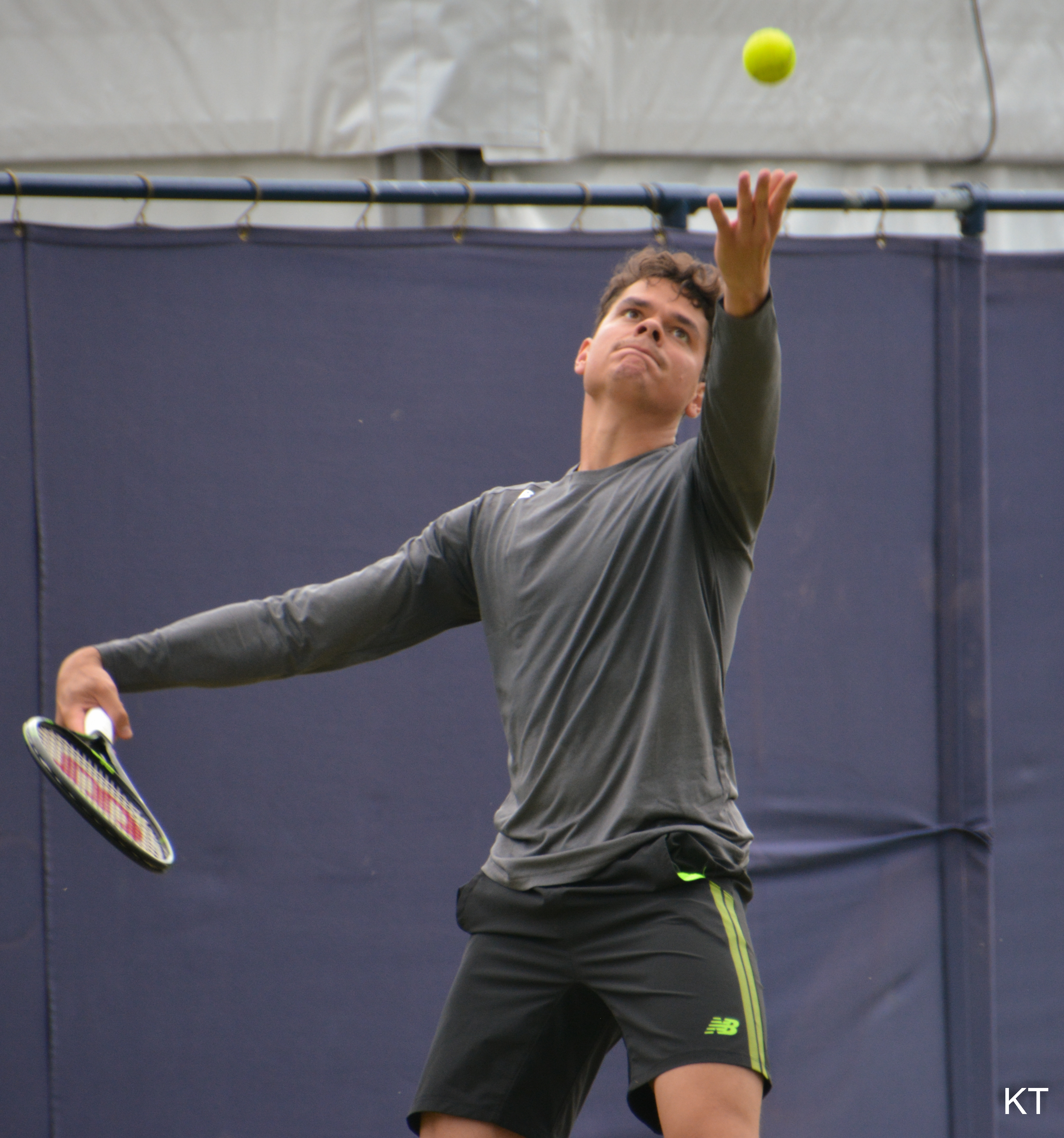
Raonic entrenando durante la gira de césped.

Regresó al circuito en el Torneo de Queen's Club tras su operación como tercer cabeza de serie, ahí derrotó a James Ward y Richard Gasquet en tres sets. En los cuartos de final perdió contra Gilles Simon por 6-4, 3-6, 5-7. Luego jugó Wimbledon, donde le tocaba defender semifinales. Venció en cuatro sets a Daniel Gimeno-Traver en la primera ronda y en la segunda ronda, al veterano alemán Tommy Haas, a quien derrotó en cuatro sets pero no sin dificultades por 6-0, 6-2, 6-7(5), 7-6(4). En la tercera ronda se enfrenta al 28° clasificado Nick Kyrgios, contra quien pierde por 7-5, 5-7, 6-7(3), 3-6. Después de su derrota en Wimbledon ante Kyrgios, Raonic comentó que su lesión en el pie había provocado problemas en todo su cuerpo: "No había un lugar en el que no tuviera dolencias... Primero el tobillo, luego la cadera y luego la espalda , cuando esas partes del cuerpo no funcionan, simplemente presionas demasiado tu hombro y luego te duele el hombro."
Dado sus constantes molestias físicas, debe bajarse de la serie de Copa Davis en julio entre Canadá y Bélgica. A esto le siguió una catastrófica gira sobre canchas duras norteamericanas con su baja del Torneo de Washington (donde era el campeón defensor) y derrotas prematuras en segunda ronda en el Masters de Montreal y primera en el de Cincinnati. Y en el US Open perdió en tercera ronda ante Feliciano López en cuatro mangas, el mismo que lo había eliminado en Cincinnati.
A pesar de estar mermado físicamente, decide jugar el ATP 500 de San Petersburgo como segundo cabeza de serie y llega a la final tras vencer a Yevgueni Donskói, Tommy Robredo y Roberto Bautista en sets corridos. En la final venció a Joao Sousa por 6-3, 3-6 y 6-3 para ganar su séptimo título ATP, primero de la temporada y también primero en territorio europeo. Después le siguieron derrotas prematuras en Pekín (primera ronda, ante Viktor Troicki y en el Masters de Shanghái (tercera ronda, ante Rafael Nadal). Raonic finalizó su temporada al bajarse del Masters de París, citando una lesión en la espalda. Finalizó la temporada saliendo del Top 10 y finalizando en el puesto 14.
A finales de noviembre, Raonic terminó colaboraciones tanto con Ivan Ljubičić, que había sido su entrenador desde junio de 2013, como con Austin Nunn, que había sido su gerente de medios (mánager) durante casi cuatro años. Ljubičić posteriormente fue agregado al equipo de entrenadores de Federer dos semanas después. Raonic contactó al extenista N.º 1 Carlos Moyá para que fuese su nuevo entrenador. Oficialmente se hizo oficial 1 de enero de 2016 con Raonic anunciando que Moyá se uniría a su equipo de entrenamiento junto a Piatti. Raonic dijo que eligió a Moyá por tres razones: "Carlos es muy relajado y positivo [...] y se comunica bien".

### 2016
Comienza su temporada en el ATP 250 de Brisbane como 4° clasificado, donde vence sucesivamente a Ivan Dodig, Lucas Pouille y Bernard Tomic para llegar nuevamente a la final como en 2015 donde enfrenta otra vez a Roger Federer, a quien esta vez venció por doble 6-4 conquistando el octavo título ATP de su carrera y primero del año. Siguió con su gran comienzo de año en el Abierto de Australia batiendo a Lucas Pouille, Tommy Robredo y Viktor Troicki en sets corridos. En cuarta ronda supera notablemente al N.º 4 del mundo Stanislas Wawrinka (ganador del torneo en 2014) por 6-4, 6-3, 5-7, 4-6, 6-3 en 3 horas y 44 minutos derrotando al suizo por primera vez en cinco encuentros. Luego en cuartos de final se enfrenta al 25.º del Gaël Monfils, a quien derrota con algo de facilidad por 6-3, 3-6, 6-3, 6-4 en 2 horas y 17 minutos de juego clasificándose para su primera semifinal en Melbourne, así también se convirtió en el primer canadiense en llegar a esta etapa en el Abierto de Australia. Ahí se enfrentó al número 2 del mundo Andy Murray, contra con quien pierde en épicos 5 sets por 6-4, 5-7, 7-6(4), 4-6, 2-6 en 4 horas y 3 minutos de batalla, jugó el último set algo limitado debido a su dolencia en el aductor. En conferencia de prensa describió su partido como la mayor decepción en una cancha que ha tenido, pero aun así pudo sacar cosas positivas.
Debido a su lesión en el aductor, tuvo que renunciar a varios torneos ATP, así como a la primera ronda de la Copa Davis 2016 contra Francia y los torneos de Delray Beach y Acapulco. Regreso en marzo tras 1 mes de recuperación para el primer Masters 1000 de la temporada en Indian Wells. Comenzó desde la segunda ronda venciendo fácilmente a Iñigo Cervantes por 6-1, 6-3, luego avanzó fácilmente a 4.ª ronda tras el retiro de Bernard Tomic cuando iba ganando por 6-2 y 3-0, ahí venció al 7° del mundo Tomáš Berdych, a quien venció por 6-4, 7-6(7) en 1 hora y 49 minutos. En cuartos de final se enfrenta nuevamente a Gaël Monfils como en Melbourne y lo vence nuevamente pero sin perder un set por 7-5, 6-3 en una hora y media con un gran nivel en el servicio, clasificándose para las semifinales como el año anterior. En semifinales se enfrentó al belga y 18° del mundo David Goffin, a quien venció en 3 sets por 6-3, 3-6, 6-3 en dos horas de partido para llegar a su tercera final en Masters 1000 con una racha de cuatro victorias sobre rivales Top 20 (Tomic, Berdych, Monfils y Goffin). En la final, fue superado ampliamente por el n.º 1 del mundo Novak Djokovic, sacándole solo 2 juegos y terminando cayendo por un claro 2-6 y 0-6 en sólo 1 hora y 17 minutos, logrando solo 4 aces y con un porcentaje muy bajo de primeros servicios. Luego jugó el Masters de Miami donde fue 12° cabeza de serie, avanzó a cuartos de final sin demasiadas dificultades tras vencer a Denis Kudla, Jack Sock y Damir Dzumhur en sets corridos. En cuartos de final fue eliminado sin dificultad por el australiano Nick Kyrgios por 4-6, 6-7(4) en 1 hora y 44 minutos.
Su gira sobre tierra batida europea no es tan buena como el comienzo del año, llegó a cuartos de final en el Masters de Montecarlo después de victorias sobre Marco Cecchinato, Pablo  Cuevas y Damir Džumhur. En cuartos de final perdió contra Andy Murray por un claro 6-2, 6-0. También llegó a cuartos de final en el Masters de Roma, en primera ronda venció a Thomaz Bellucci por 7-6(4) y 6-1, en segunda ronda venció a Alexandr Dolgopolov por 6-4, 6-7(3), 6-3; en tercera ronda venció al n.º 7 del mundo Jo-Wilfried Tsonga por doble 6-4, en cuartos de final perdió contra Novak Djokovic por 3-6, 4-6. El 2 de mayo regresó al Top 10 en el puesto n.º 10 tras haber salido hace unos meses atrás. En el Masters de Roma fue eliminado prematuramente en la segunda ronda contra Nick Kyrgios por 6-7(5), 3-6. Luego fue a Roland Garros sin ningún punto que defender, ya que el año pasado no se presentó debido a una lesión. Se clasificó fácilmente para los octavos de final tras vencer a Janko Tipsarević, Adrian Mannarino y a Andrej Martin en sets corridos, pero fue eliminado por Albert Ramos en sets corridos por 2-6, 4-6, 4-6. Durante Roland Garros, el ex n.º 1 y tres veces campeón de Wimbledon John McEnroe anunció que se uniría al equipo de Raonic como consultor para la gira de césped. McEnroe dejó el equipo de Raonic en agosto.
Comenzó su gira de césped en el Torneo de Queen's. En primera ronda se cobró revancha de Nick Kyrgios tras lo ocurrido en Roma ganando por 6-7(5), 6-4, 6-4, luego venció a Jiří Veselý, Roberto Bautista y Bernard Tomic en sets corridos para avanzar a su primera final sobre césped. Ahí se enfrentó al número 2 del mundo, Andy Murray y volvió a perder contra el británico por 7-6(5), 4-6, 3-6 en 2 horas y 12 minutos, a pesar de ir 7-6(5) y 3-0 arriba antes de empezar a irse del partido poco a poco.

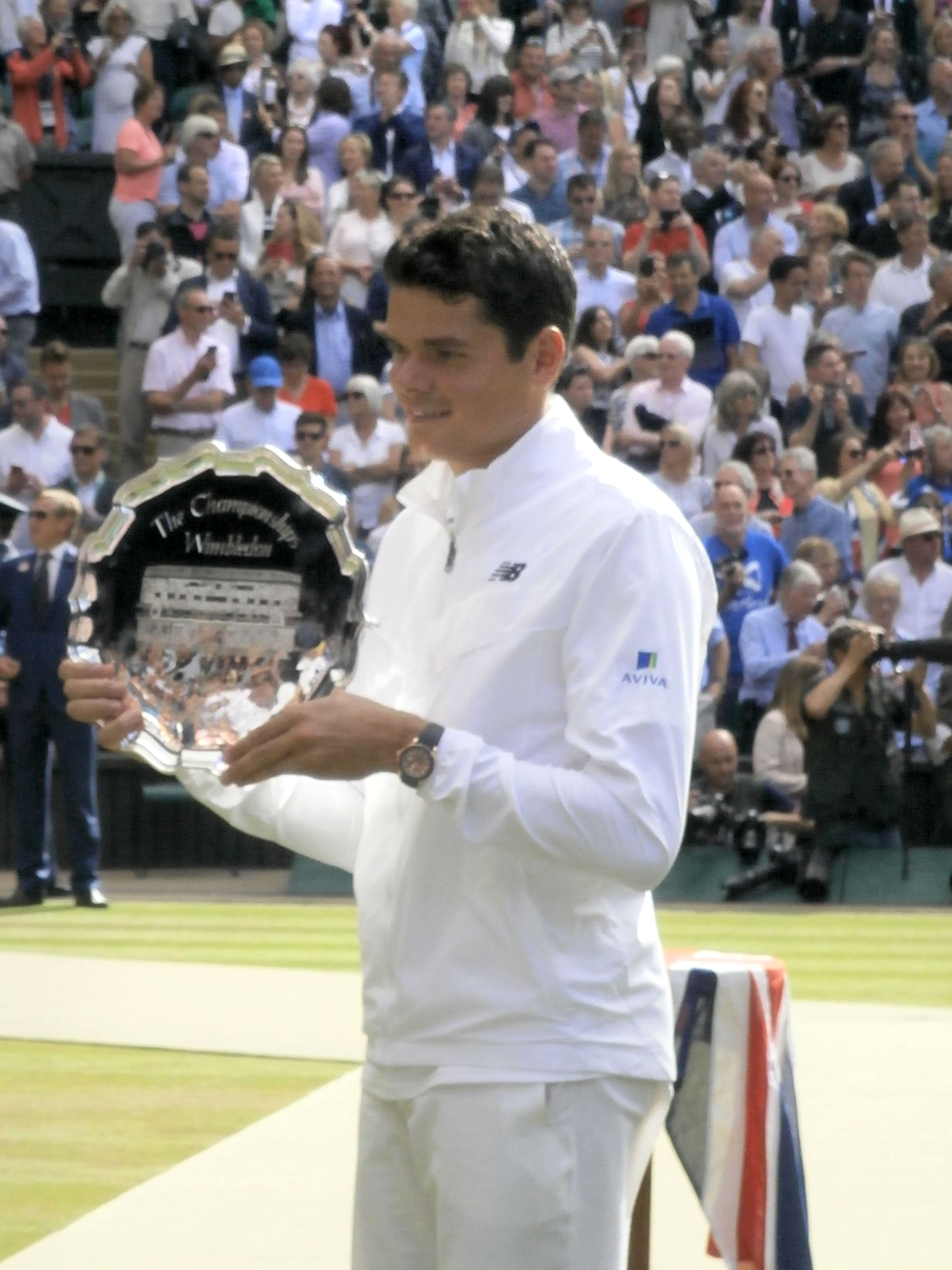
Milos Raonic con su trofeo de finalista en Wimbledon en 2016.

Llega a Wimbledon como 6° cabeza de serie sin ser un gran favorito al título pero da la sorpresa. Pasó la primera semana sin dificultades venció a Pablo Carreño (7-6, 6-2, 6-4), Andreas Seppi (7-6, 6-4, 6-2) y Jack Sock (7-6, 6-4, 7-6) sin ceder un set. En octavos de final, se enfrenta al belga David Goffin, a quien vence, sin embargo, después de haber perdido los dos primeros sets por 4-6, 3-6, 6-4, 6-4, 6-4. Como dato, en los diez partidos anteriores del mejor de cinco en los que perdió los dos primeros sets, también perdió el tercer set. En cuartos de final se enfrenta al estadounidense Sam Querrey, verdugo de Novak Djokovic en tercera ronda, venciéndolo en cuatro sets por 6-4, 7-5, 5-7, 6-4 dominando a su oponente con el servicio. En su segunda semifinal en La Catedral, se enfrenta nuevamente al n.º 3 del mundo Roger Federer, el mismo que lo venció en esta misma instancia dos años atrás en 2014. Milos se cobra revancha en un partido impresionante, eliminando al suizo por un épico 6-3, 6-7(3), 4-6, 7-5 y 6-3 en 3 horas y 25 minutos para llegar a su primera final de Grand Slam de su carrera y dejar sin opciones a Roger de lograr un octavo título en Wimbledon. Además esta fue la primera derrota de Federer en 11 semifinales en Wimbledon. En la final se enfrentó al n.º 2 del mundo Andy Murray, y al igual que en Queen's, perdió por 4-6, 6-7(3), 6-7(2) en 2 horas y 48 minutos. Unos días después de esto, decidió bajarse de los Juegos Olímpicos de Río 2016 debido al virus Zika.
Comenzó la gira de canchas duras norteamericanas con el Masters de Toronto, vence en sus dos primeros partidos fácilmente antes de caer ante Gaël Monfils en los cuartos de final por 4-6, 4-6. En el Masters de Cincinnati fue cuarto cabeza de serie, en segunda ronda superó al cañonero estadounidense John Isner en dos tie-breaks, en tercera ronda venció a Yuichi Sugita por 6-1, 3-6, 6-1. En los cuartos de final venció al nueve del mundo Dominic Thiem por un claro 6-3 y 6-4, en semifinales volvió a caer contra el británico Andy Murray por quinta vez en el año en igual cantidad de enfrentamientos por 3-6, 3-6 en una hora y media.

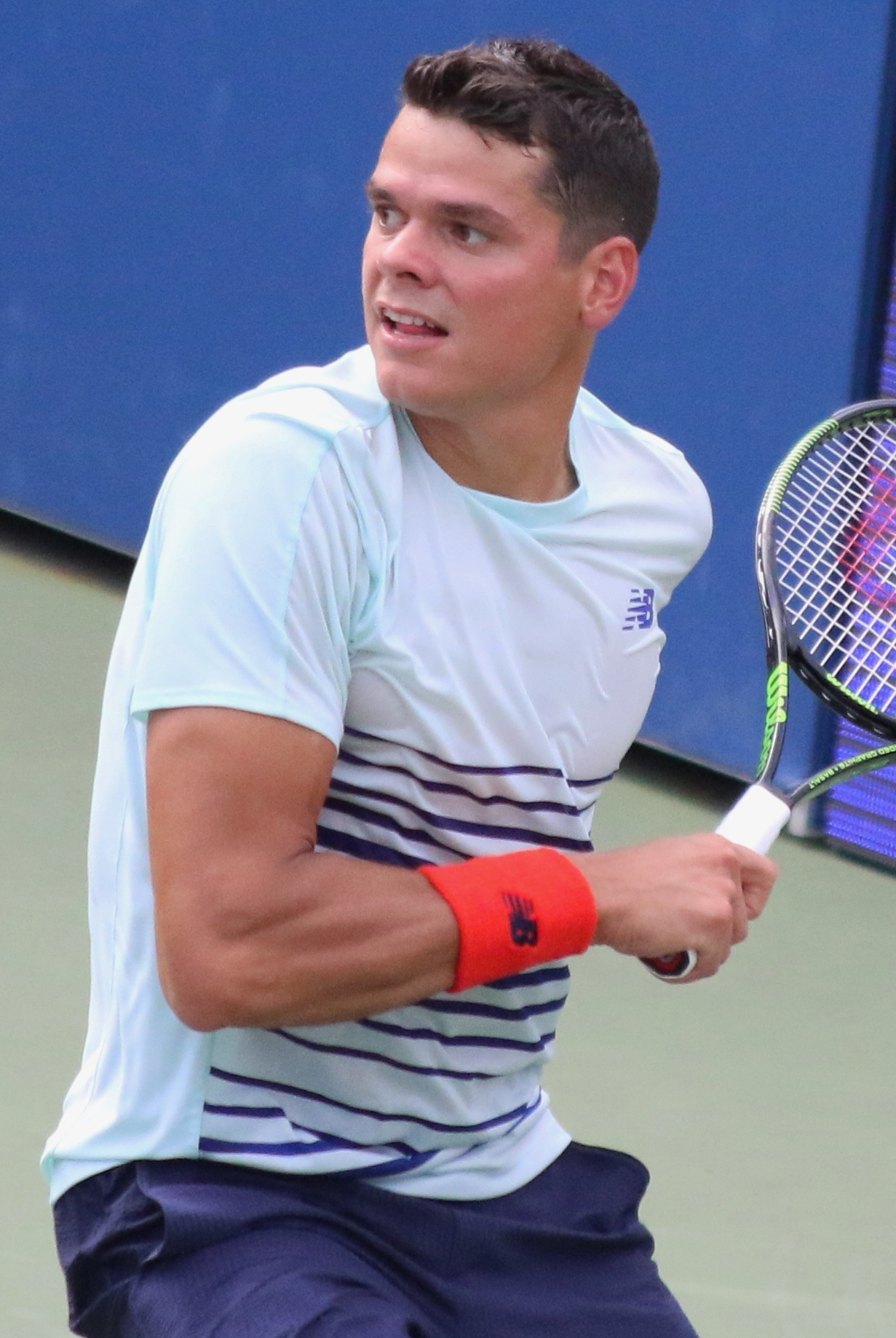
Raonic durante el US Open 2016.

Llegó al US Open con una lesión en la muñeca, debido a esto, perdió prematuramente en la segunda ronda contra el 120 del mundo Ryan Harrison por 7-6(4), 5-7, 5-7, 1-6. Debido a esto, en septiembre se bajó de la llave de Copa Davis contra Chile. Más tarde ese mes, Raonic no pudo defender su título en el Torneo de San Petersburgo al caer en segunda ronda contra Mijaíl Yuzhny en tres sets.
Comenzó la gira asiática con el ATP 500 de Pekín venciendo a Florian Mayer, Malek Jaziri y Pablo Carreño en sets corridos, en las semifinales se bajó de su partido contra Grigor Dimitrov, por una rotura parcial en un ligamento del tobillo derecho. Con este resultado, Raonic se clasificó para el ATP World Tour Finals por segunda vez. A la semana siguiente, jugó el Masters de Shanghái, donde alcanzó la tercera ronda siendo eliminado por Jack Sock en tres mangas por 6-0, 4-6, 6-7(8).
En el Masters de París venció a Pablo Carreño, Pablo Cuevas y al francés Jo-Wilfried Tsonga en cuartos de final para avanzar a semifinales donde se mediría contra Andy Murray. Sin embargo, antes de su duelo contra el británico sufrió una rotura de cuádriceps en su partido contra Tsonga y decidió retirarse del partido. Una lesión que podría hacerle perder el Masters.
Recuperado totalmente jugó el último torneo del año: el ATP World Tour Finals. Quedando situado en el Grupo Ivan Lendl con el serbio Novak Djokovic, el francés Gael Monfils y el austríaco Dominic Thiem. En su primer partido vence con bastante facilidad a Monfils por 6-3, 6-4 en 1 hora y 25 minutos aprovechando también los errores del francés, luego perdió su segundo partido contra el n.º 2 del mundo Djokovic por 6-7(6), 6-7(5) en un partidazo de 2 horas y 14 minutos. En su último partido del grupo, se enfrentó a Thiem en el duelo por la clasificación y logró imponerse al austríaco por 7-6(5), 6-3 en una hora y media, clasificándose para semifinales por primera vez en el torneo londinense, y asegurándose que termine el año el puesto n.º 3 (después de la eliminación de Wawrinka), el mejor ranking de su carrera. En las semifinales, se enfrentó al nuevo n.º 1 Andy Murray, llevando a cabo un partido fantástico, dantesco e histórico para el torneo, perdiendo contra Murray por sexta vez en 2016 por 7-5, 6-7(5), 6-7(9) en 3 horas y 38 minutos de partido tras tener un punto de partido, este fue el partido más largo en el en 2016 y el partido más largo en la historia del Torneo de Maestros.
Raonic terminó el año como número 3 del mundo, terminando detrás de Murray y Djokovic. En diciembre, terminó su relación de entrenador con Carlos Moyá y contrato al excampeón de Wimbledon Richard Krajicek a su cuerpo técnico junto a Piatti para la temporada 2017.

### 2017

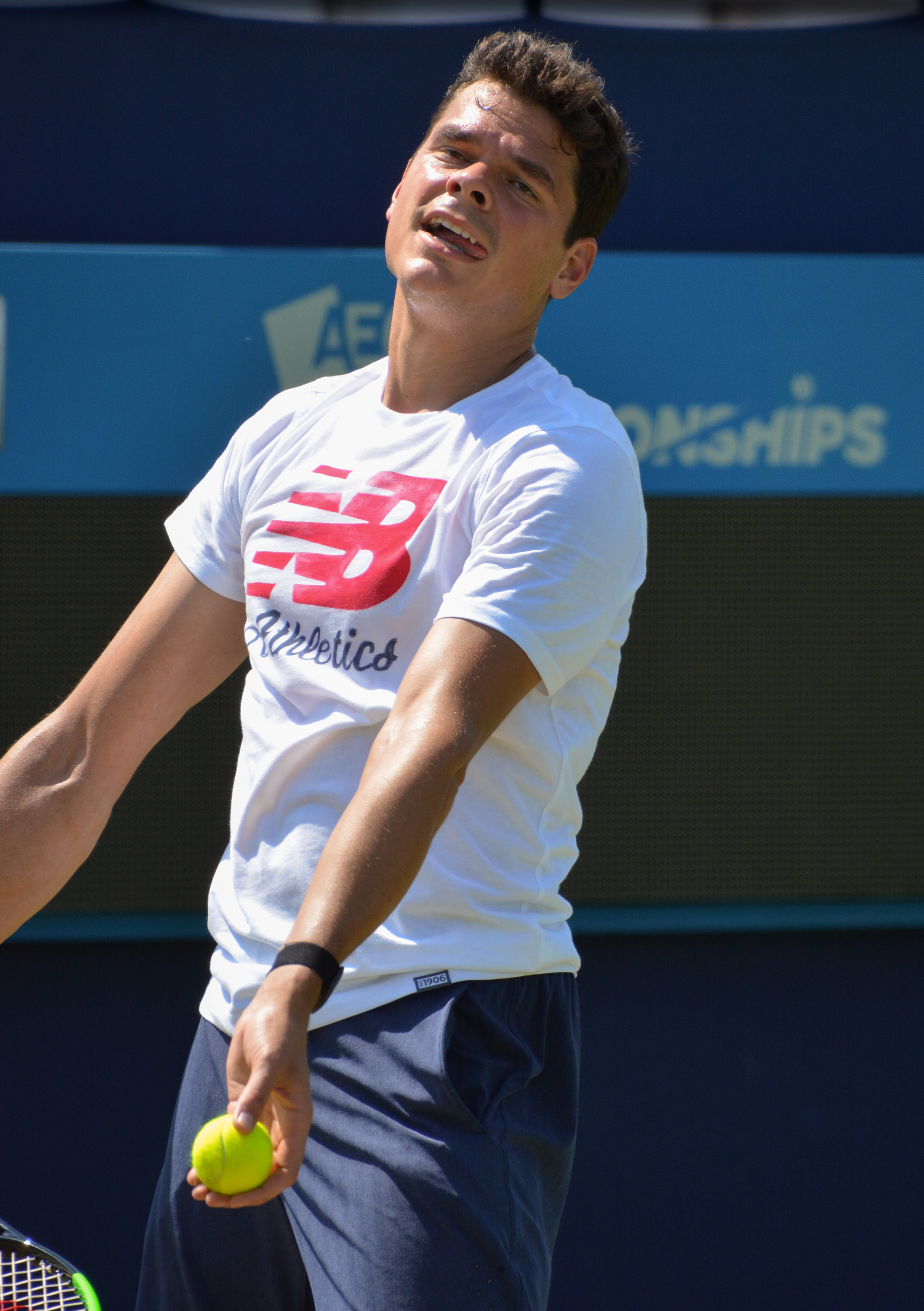
Raonic durante 2017 tendría un año plagado de lesiones, derrotas tempraneras y la imposibilidad de encontrar su mejor nivel que terminaron por sacarlo del Top 20 y también no ganaría ningún título por primera vez desde 2011.

Comienza la temporada en el ATP 250 de Brisbane (torneo donde es defensor del título), Raonic es primer cabeza de serie y comienza desde la segunda ronda contra Diego Schwartzman ganándole por 6-3 y 6-2, en cuartos vence al 9 del mundo Rafael Nadal por 4-6, 6-3 y 6-4 en 2 horas y 20 minutos con 50 tiros ganadores y 23 aces logrando su segunda victoria sobre el mallorquín. Pierde en las semifinales contra Grigor Dimitrov por 7-6(7) y 6-2 en una hora y media. En el Abierto de Australia, llegó a los cuartos de final comenzó venciendo con facilidad a Dustin Brown y Gilles Muller en sets corridos, ya en tercera y cuarta ronda necesitó cuatro mangas para vencer a Gilles Simon 6-2, 7-6(5), 3-6, 6-3 y a Roberto Bautista por 7-6(6), 3-6, 6-4, 6-1. En dicha instancia se enfrentó al español Rafael Nadal y en un partido controlado por el mallorquín perdió por 6-4, 7-6(7), 6-4 en 2 horas y 44 minutos habiendo tenido 5 set points en la segunda manga. Aunque no logró superar al eventual finalista (Nadal), este resultado marcó como el tercer año consecutivo en que Milos logró al menos los cuartos de final en este torneo.
Reanuda la competencia un mes después de perder en Melbourne en el Torneo de Delray Beach como máximo favorito, llegó a la final tras superar a Tim Smyczek, Borna Ćorić, Kyle Edmund y Juan Martín del Potro en las semifinales. Sin embargo, se retira de la final que estaba destinada a jugar contra el local Jack Sock debido a un desgarro en el muslo de la pierna derecha, y también renuncia a jugar el Torneo de Acapulco.
También se bajaría del Masters de Indian Wells. Regresaría en el Masters de Miami debutando con triunfo en sets corridos sobre Viktor Troicki luego se retiraría de su partido contra Jared Donaldson antes de jugar, por su lesión en el muslo derecho, algo que es preocupante para el resto de la temporada. Esto lo hace salir del Top 5.
Raonic comienza la gira de tierra batida europea en el ATP 250 de Estambul como principal favorito, en su partido debut en segunda ronda necesita tres sets para vencer a Aljaž Bedene por 6-7(5), 6-3 y 7-6(3), en cuartos de final vence a Bernard Tomic 7-6(4), 7-6(6) y en semifinales a Viktor Troicki 6-2, 6-3. En la final es derrotado por el cabeza de serie número 2 Marin Čilić por 6-7(3) y 3-6. En el Masters de Madrid perdió en octavos de final contra David Goffin por 6-4 y 6-2; luego, en el Masters de Roma venció a Tommy Haas y Tomáš Berdych en sets corridos para alcanzar los cuartos de final donde fue derrotado por el joven alemán, n.º 16 del mundo y futuro ganador del torneo, Alexander Zverev, por 7-6(4) y 6-1. La semana siguiente jugó el ATP 250 de Lyon y llegó hasta semifinales siendo derrotado por Tomáš Berdych en dos desempates, cobrándose venganza de lo ocurrido en Roma.
Debutó en Roland Garros contra Steve Darcis ganando fácilmente en sets corridos, luego perdió un set contra el brasileño Rogerio Dutra Silva y se aprovechó del retiró de Guillermo García-López para alcanzar los octavos de final. Donde tras una gran pelea física de más de cuatro horas, termina perdiendo por 6-4, 6-7(2), 7-6(6), 4-6 y 6-8 a pesar de ir dos sets a uno arriba contra Pablo Carreño. Después de esta derrota, al final del torneo, anuncia el final de su colaboración con Richard Krajicek después de seis meses.

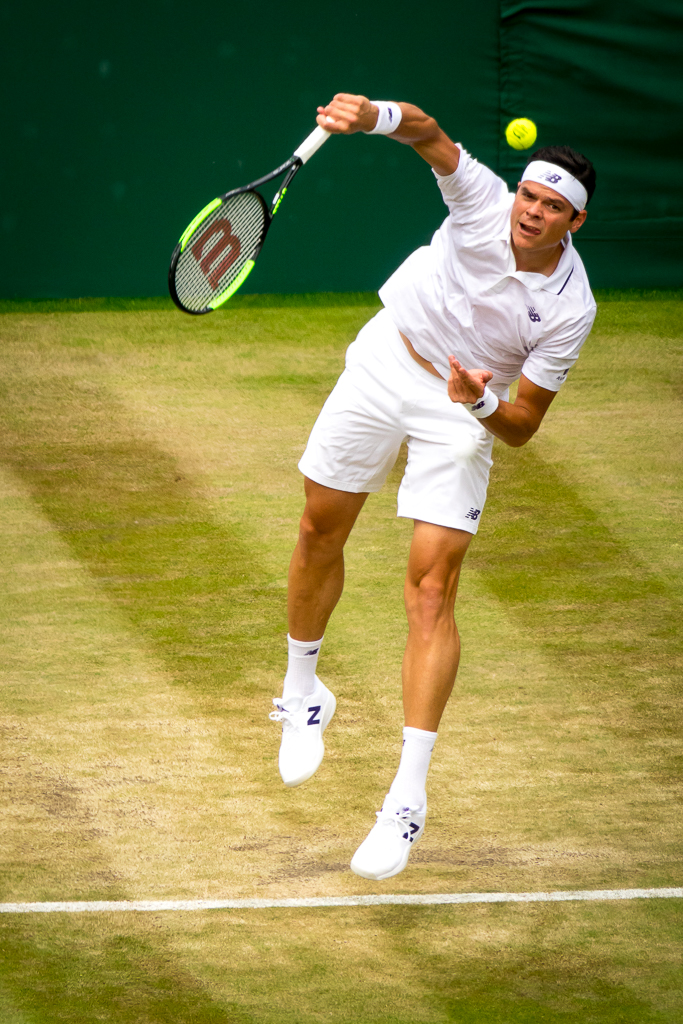
Raonic durante Wimbledon, alcanzaría los cuartos de final donde caería ante el eventual campeón Roger Federer.

Luego se tomó dos semanas de descanso y regresó para el ATP 500 de Queen's (torneo en el que fue finalista el año anterior). Perdió en la primera ronda contra el joven australiano Thanasi Kokkinakis en doble tie-break. En Wimbledon, logra un buen torneo. Comienza batiendo en la primera ronda a Jan-Lennard Struff en tres sets por 7-6(5), 6-2 y 7-6(4). Luego se deshizo del ruso Mijaíl Yuzhny por 3-6, 7-6(7), 6-4 y 7-5. Fácilmente gana su partido de tercera ronda contra Albert Ramos por 7-6(3), 6-4 y 7-5 y en octavos gana contra Alexander Zverev en cinco sets por 4-6, 7-5, 4-6, 7-5 y 6-1. Su torneo termina en los cuartos de final contra el futuro ganador Roger Federer por 6-4, 6-2 y 7-6(4) en solo 1 hora y 58 minutos de juego.
Después de Wimbledon, solo jugó dos torneos más, perdiendo en los cuartos de final en Washington contra Jack Sock por 7-5, 6-4 y en la segunda ronda en el Masters de 
Montreal contra Adrian Mannarino por doble 6-4. Luego tuvo que retirarse de varios torneos, incluido el US Open, debido a una lesión en la muñeca.
Raonic regresó en octubre en el Torneo de Tokio pero tuvo que retirarse en su partido de segunda ronda contra Yūichi Sugita de nuevo por una lesión. Aunque llegó a dos finales en 2017, fue la primera vez desde 2011 que no ganó al menos un título.
El año también termina con el anuncio del fin de la colaboración con su entrenador Riccardo Piatti. Bajo su mando, desde el 1 de diciembre de 2013 hasta noviembre de 2017, jugó su primera final de Grand Slam, en Wimbledon 2016, e ingresó entre los 10 primeros en el ranking ATP en abril de 2014, alcanzó el tercer lugar del ranking mundial el 21 de noviembre de 2016, el mejor de toda su carrera. Durante la temporada 2016, Carlos Moyà y John McEnroe también trabajaron (brevemente) para el canadiense en su equipo de entrenamiento. Mark Knowles y Javier Piles, quienes se unieron al cuerpo técnico del canadiense a principios de este año, continuarán con él en 2018.

### 2018: Regreso al Top 20
Después de terminar su temporada 2017 anticipadamente, Raonic cayó ante el n.º 24. Comenzó su temporada en el ATP 250 de Brisbane siendo el cuarto clasificado. Perdió en la segunda ronda contra Álex de Miñaur por doble 6-4. Luego jugó el Abierto de Australia donde perdió en la primera ronda contra Lukáš Lacko en cuatro sets por 7-6(5), 5-7, 4-6 y (4)6-7. Esta fue la segunda vez en toda la carrera del canadiense que perdió en la primera ronda de un Grand Slam y la primera vez desde Roland Garros 2011. Esto también significó que saldría del top 30 por primera vez desde febrero de 2011.
Regresa a la competición a fines de febrero en el Torneo de Delray Beach. Se enfrentó a Taro Daniel, a quien vence por 6-1 y 7-5, luego es derrotado en 2R por Steve Johnson por 6-2 y 6-4. Esto le hizo caer en el Ranking ATP al lugar 38.
En marzo, participó en el Masters 1000 de Indian Wells al ser cabeza de serie (n.º 32) empezó desde la segunda ronda donde se enfrentó al clasificado Félix Auger-Aliassime, doblegandolo por doble 6-4. En tercera ronda derrotó a Joao Sousa en tres sets, ya en octavos de final derrotó a Marcos Baghdatis por walkover y en cuartos Sam Querrey derrotó a por 7-5, 2-6, 6-3 en una hora 51 minutos clasificándose para las semifinales (primera vez desde París-Berçy 2016. Es eliminado por el n.º 8 del mundo, Juan Martín del Potro por 6-2 y 6-3 en solo una hora de juego, quien ganaría su primer título de Masters 1000. La semana siguiente, jugó en el Masters de Miami, llega a cuartos de final tras batir a Mikael Ymer (6-3, 6-3), Diego Schwartzman (7-6(5), 6-4) y a Jeremy Chardy (6-3, 6-4). En dicha instancia se enfrenta a Juan Martín del Potro nuevamente y en un duro partido de casi tres horas pierde otra vez por 5-7, 7-6(1) y 7-6 en tres sets y más parejo esta vez. Al final de la gira por EE. UU., Raonic queda ubicado en el puesto 21 del Ranking mundial.
Comenzó la gira de tierra batida europea en el Masters de Montecarlo llegando hasta los octavos de final, pero se retiró antes de su partido contra Marin Čilić. Luego participó en el Masters de Madrid donde derrotó a Nicolás Kicker (6-3, 6-2) y luego al 4 del mundo Grigor Dimitrov en tres disputadas mangas por 7-5, 3-6 y 6-3. Su torneo terminó nuevamente en octavos de final tras ser derrotado por su compatriota Denis Shapovalov por doble 6-4. Nuevamente sufriría una lesión en la rodilla, esto lo obligaría a renunciar al Masters de Roma y a Roland Garros, sumando su tercera baja de la temporada después de Montecarlo y Roma anteriormente.

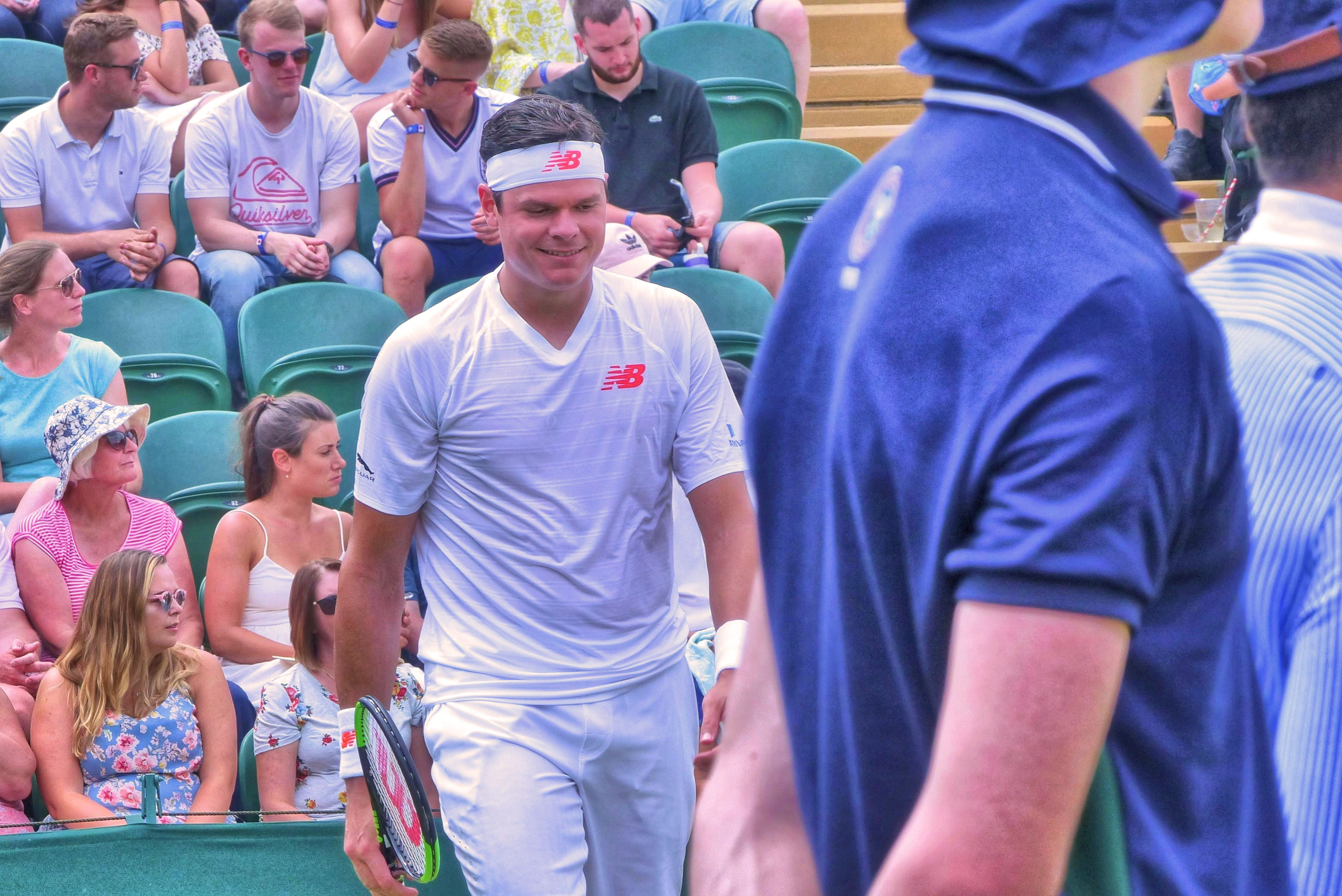
Raonic durante Wimbledon 2018.

Reanuda la competición a principios de junio sobre césped. Participó en el ATP 250 de Stuttgart, donde logró su primera final en más de un año, eliminando a Mirza Bašić (7-6, 6-2), Marton Fucsovics (6-2, 6-4), Tomáš Berdych (7-6, 7-6) y a Lucas Pouille (6-4, 7-6) todos en sets corridos. En la final es derrotado por el n.º 2 del mundo Roger Federer por 6-4 y 7-6(3). La semana siguiente en el Queen's, pero se lesionó el hombro y se vio obligado a abandonar en la segunda ronda. En Wimbledon derrotó a Liam Broady, John Millman, Dennis Novak y Mackenzie McDonald para llegar a los cuartos de final donde perdió contra el 10 del mundo John Isner por 7-6(5), (7)6-7, 4-6 y 3-6 en dos horas 42 minutos en un duelo grandes sacadores.
Sobre cemento americano alcanzó los cuartos de final en el Masters de Cincinnati tras vencer a Dušan Lajović en primera ronda por doble 6-3, aprovecha la baja de Rafael Nadal para derrotar al Lucky Loser Malek Jaziri por 6-3, 7-5 en la segunda ronda. En tercera ronda se deshizo de su compatriota, Denis Shapovalov por un estrecho 7-6(6) y 6-4 para caer finalmente contra el eventual campeón Novak Djokovic por 5-7, 6-4 y 3-6. Luego, en el US Open perdió un set contra Carlos Berlocq para ganar en cuatro mangas, luego vence en sets corridos a Gilles Simon y Stanislas Wawrinka para llegar a octavos de final, perdiendo contra el N.º 11 del mundo John Isner por 6-3, 3-6, 4-6, 6-3, 2-6 en más de tres horas juego al igual que en Wimbledon.
A principios de octubre, llegó a los cuartos de final del Torneo de Tokio, donde perdió en dos sets contra el ruso Daniil Medvedev que ganó el torneo. Luego continúa con derrotas en primera ronda en los últimos torneos de la temporada. No calificado para el Masters de Londres, pone fin a su temporada después de retirarse de su partido contra Roger Federer en el Masters de París-Bercy por problemas en el hombro derecho.

## Representación nacional
Al principio de su carrera, Raonic fue interrogado sobre si seguiría el ejemplo de Rusedski, el último jugador de tenis canadiense destacado, que decidió representar a Gran Bretaña en su lugar. Raonic declaró que jugaría para Canadá.
Raonic alcanzó su papel como el mejor jugador de sencillos de Canadá, con la intención de hacer crecer el tenis en Canadá. Afirmó en 2010: "Quiero hacer una diferencia en Canadá con mi carrera. Creo que si lograra mis objetivos, podría marcar una gran diferencia en el crecimiento del tenis en Canadá y ayudar a producir más jugadores de primer nivel en el futuro". Antes de una serie con Japón en la Copa Davis 2015, dijo: "Estoy aquí porque quiero estar aquí. No tengo a nadie que me diga que debo estar aquí. Quiero tener éxito en este torneo, y quiero tener éxito representando a Canadá."

### Copa Davis
De 2010 a 2016, Canadá compitió en 16 series de Copa Davis. Raonic representó a Canadá en 11 series, faltaron cinco debido a una lesiones: Ecuador en 2011, Japón en 2014, Bélgica en 2015, y Francia y Chile en 2016. En general, Raonic tiene 16 victorias en 22 partidos de Copa Davis (14–5 en individuales; 2–1 en dobles). Es uno de los jugadores más exitosos en la historia de la Copa Davis jugando por Canadá, empatado en el sexto lugar en victorias en partidos y en el tercero en victorias individuales.
Raonic hizo su debut en la Copa Davis en Bogotá contra Colombia en 2010 a la edad de 19 años. Raonic perdió sus dos partidos de individuales (contra Santiago Giraldo y Juan Sebastián Cabal), pero ganó su partido de dobles en compañía de Daniel Nestor, quien era el mejor jugador de dobles del mundo en ese entonces. Su primera victoria en un partido de sencillos fue en la siguiente eliminatoria de Canadá contra la República Dominicana, cuando venció a Víctor Estrella Burgos en cinco sets. Esto marcó el primer partido a cinco sets de la carrera de Raonic. Compitiendo contra México en 2011, Raonic ganó tres puntos en una serie por primera vez, superando tanto a Manuel Sánchez como Daniel Garza en individuales y asociándose con Pospisil para ganar el dobles también.
En la primera ronda de la Copa Davis 2013, Raonic ganó sus dos partidos de sencillos contra Albert Ramos y Guillermo García-López para liderar a Canadá al triunfo sobre España por 3 a 2. Repitió esta hazaña con victorias sobre Fabio Fognini y Andreas Seppi para derrotar a Italia en los cuartos de final, enviando a Canadá a las semifinales de la Copa Davis por primera vez desde 1913 (100 años tuvieron que pasar). En la semifinal contra Serbia, Raonic ganó su partido de sencillos sobre Tipsarević, pero perdió ante el n.º 1 del mundo Djokovic en el cuarto punto igualando la serie 2-2 y finalmente en el último Tipsarevic venció a Pospisil en sets corridos eliminando a Canadá. La derrota marcó contra Djokovic marcó el primer partido de sencillos contra el serbio.

### Juegos Olímpicos
Raonic representó a Canadá en los Juegos Olímpicos de Londres 2012 y compitió en individuales como un jugador no clasificado. Ganó su partido de primera ronda sobre el Tatsuma Ito de Japón en sets seguidos. En la segunda ronda, Raonic perdió ante el jugador francés Jo-Wilfried Tsonga por 3–6, 6–3 y 23–25, rompiendo tres récords del tenis en los juegos olímpicos. El partido tiene el récord de más juegos jugados al mejor de tres juegos (66) y la mayoría de games jugados en un solo sets (48) en la historia del tenis olímpico. En ese momento, era el partido de tenis olímpico más largo por tiempo jugado (3 horas 57 minutos), pero ese récord se rompió tres días después en el partido semifinal entre Federer y del Potro (4 horas 26 minutos).
Raonic decidió no jugar en los Juegos Olímpicos de Río de Janeiro de 2016, citando problemas de salud y el Virus Zika.

### Hopman Cup
En 2014, Raonic se asoció con Bouchard para representar a Canadá en la Copa Hopman. Raonic ganó dos de tres partidos en individuales y se emparejó con Bouchard para ganar dos de tres partidos dobles. Canadá terminó en el segundo lugar de su grupo, detrás de Polonia, y por ende fueron eliminados.

## Estilo de juego
La parte más distintiva del juego de Raonic es su poderoso y preciso servicio. Es frecuentemente citado como uno de los mejores del circuito en este campo, junto con Ivo Karlović y John Isner. Algunos incluso consideran que posee uno de los mejores de la historia del tenis. Fue reiteradamente elogiado en este sentido por tenistas de la talla de Pete Sampras, Novak Djokovic y Serena Williams. Estadísticamente, Raonic se encuentra entre los servidores más fuertes de la era abierta, ganando el 91% de los juegos en los que hace uso del mismo.
Raonic emplea un estilo all-court, con énfasis en jugar puntos cortos. Sus golpes de fondo son buenos, aunque el golpe de derecha es visiblemente más fuerte que el revés. Intenta manejar el juego, y por lo general suele ser más agresivo que el oponente, evidenciado por la cantidad de tiros ganadores y errores no forzados. Raonic se acerca a la red ocasionalmente, ya sea con un clásico servicio-volea o una estrategia de devolución y subida a la red.
Raonic prefiere jugar en canchas duras, ya que ha sido más exitoso en estas superficies que en césped o polvo de ladrillo.
Los aspectos negativos de su juego que han sido criticados son su devolución del servicio, su lentitud y poca movilidad, el golpe de revés, su juego corto y el uso de los golpes con efecto o que requieren mayor sensibilidad; ha sido criticado por la prensa por su juego robótico, estoico y sin emoción. Raonic aduce que al ser hijo de dos ingenieros, está acostumbrado a ser calculador y basarse en números, además de considerarse muy sistemático, ya que cree que esa es su manera de jugar y de la forma en la que se siente más cómodo. Su altura por encima del promedio (1,96 cm) está relacionada con su fuerte servicio, pero se dice que le limita el movimiento en la cancha

## Clasificación histórica
| Torneo                      | 2009            | 2010            | 2011            | 2012            | 2013            | 2014         | 2015         | 2016  | 2017            | 2018            | 2019            | 2020            | 2021            | 2022            | 2023 | T/P          | G–P          | %            |
| --------------------------- | --------------- | --------------- | --------------- | --------------- | --------------- | ------------ | ------------ | ----- | --------------- | --------------- | --------------- | --------------- | --------------- | --------------- | ---- | ------------ | ------------ | ------------ |
| Torneos de Grand Slam       |                 |                 |                 |                 |                 |              |              |       |                 |                 |                 |                 |                 |                 |      |              |              |              |
| Abierto de Australia        | A               | A               | 4R              | 3R              | 4R              | 3R           | CF           | SF    | CF              | 1R              | CF              | CF              | 4R              | A               | A    | 0 / 11       | 34–11        | 76%          |
| Roland Garros               | A               | A               | 1R              | 3R              | 3R              | CF           | A            | 4R    | 4R              | A               | A               | A               | A               | A               | A    | 0 / 6        | 14–6         | 70%          |
| Wimbledon                   | A               | A               | 2R              | 2R              | 2R              | SF           | 3R           | F     | CF              | CF              | 4R              | ND              | A               | A               |      | 0 / 9        | 27–9         | 76%          |
| US Open                     | A               | 1R              | A               | 4R              | 4R              | 4R           | 3R           | 2R    | A               | 4R              | A               | 2R              | A               | A               |      | 0 / 8        | 16–8         | 66%          |
| Ganados–Perdidos            | 0–0             | 0–1             | 4–3             | 8–4             | 9–4             | 14–4         | 8–3          | 15–4  | 11–3            | 7–3             | 7–2             | 5–2             | 3–1             | 0–0             | 0–0  | 0 / 34       | 91–34        | 73%          |
| Torneo de maestros          |                 |                 |                 |                 |                 |              |              |       |                 |                 |                 |                 |                 |                 |      |              |              |              |
| ATP Finals                  | No se clasificó | No se clasificó | No se clasificó | No se clasificó | No se clasificó | RR           | NC           | SF    | No se clasificó | No se clasificó | No se clasificó | No se clasificó | No se clasificó | No se clasificó |      | 0 / 2        | 2–4          | 33%          |
| Representación nacional     |                 |                 |                 |                 |                 |              |              |       |                 |                 |                 |                 |                 |                 |      |              |              |              |
| Juegos Olímpicos            | No celebrado    | No celebrado    | No celebrado    | 2R              | No celebrado    | No celebrado | No celebrado | A     | No celebrado    | No celebrado    | No celebrado    | No celebrado    | A               | NC              | NC   | 0 / 1        | 1–1          | 50%          |
| Copa Davis                  | A               | Z1              | PO              | 1R              | SF              | PO           | CF           | A     | A               | PO              | A               | A               | A               | A               |      | 0 / 3        | 16–5         | 76%          |
| ATP World Tour Masters 1000 |                 |                 |                 |                 |                 |              |              |       |                 |                 |                 |                 |                 |                 |      |              |              |              |
| Indian Wells                | A               | A               | 3R              | 3R              | 4R              | CF           | SF           | F     | A               | SF              | SF              | ND              | A               | A               | A    | 0 / 8        | 23–8         | 75%          |
| Miami                       | A               | A               | 2R              | 3R              | 3R              | CF           | 4R           | CF    | 3R              | CF              | 3R              | ND              | 4R              | A               | A    | 0 / 10       | 17–7         | 71%          |
| Montecarlo                  | A               | A               | 3R              | 1R              | 2R              | CF           | CF           | CF    | A               | 3R              | A               | ND              | A               | A               | A    | 0 / 7        | 12–6         | 67%          |
| Madrid                      | A               | A               | 1R              | 2R              | 2R              | 3R           | CF           | CF    | 3R              | 3R              | A               | ND              | A               | A               | A    | 0 / 8        | 11–8         | 58%          |
| Roma                        | A               | A               | 1R              | 1R              | 1R              | SF           | A            | 2R    | CF              | A               | A               | 2R              | A               | A               | A    | 0 / 7        | 7–7          | 50%          |
| Canadá                      | 1R              | 1R              | A               | CF              | F               | CF           | 2R           | CF    | 2R              | 2R              | 2R              | ND              | A               | A               |      | 0 / 10       | 12–10        | 55%          |
| Cincinnati                  | A               | A               | A               | CF              | 3R              | SF           | 1R           | SF    | A               | CF              | A               | F               | A               | A               |      | 0 / 7        | 24–7         | 77%          |
| Shanghái                    | A               | A               | 2R              | 2R              | 3R              | 2R           | 3R           | 3R    | A               | 1R              | A               | No disputado    | No disputado    | No disputado    |      | 0 / 7        | 7–7          | 50%          |
| París                       | A               | A               | 1R              | 3R              | 3R              | F            | A            | SF    | A               | 2R              | 2R              | SF              | A               | A               |      | 0 / 8        | 15–6         | 71%          |
| Ganados–Perdidos            | 0–1             | 0–1             | 5–7             | 9–8             | 14–8            | 21–9         | 12–7         | 24–8  | 4–3             | 15–6            | 7–4             | 10–3            | 2–1             | 0–0             | 0–0  | 0 / 72       | 121–66       | 65%          |
| ATP World Tour 500          |                 |                 |                 |                 |                 |              |              |       |                 |                 |                 |                 |                 |                 |      |              |              |              |
| Róterdam                    | A               | A               | A               | A               | A               | A            | SF           | A     | A               | A               | 2R              | A               | A               | A               | A    | 0 / 2        | 4–2          | 60%          |
| Rio de Janeiro              | No disputado    | No disputado    | No disputado    | No disputado    | No disputado    | No disputado | A            | A     | A               | A               | A               | A               | A               | A               | A    | 0 / 0        | 0–0          | 0%           |
| Acapulco                    | A               | A               | A               | A               | A               | A            | A            | A     | A               | A               | A               | A               | 2R              | A               | A    | 0 / 1        | 1–1          | 50%          |
| Dubái                       | A               | A               | A               | A               | A               | A            | A            | A     | A               | A               | 1R              | A               | A               | A               | A    | 0 / 1        | 0–1          | 0%           |
| Barcelona                   | A               | A               | 3R              | SF              | SF              | A            | A            | A     | A               | A               | A               | ND              | A               | A               | A    | 0 / 3        | 9–3          | 66%          |
| Halle                       | A               | A               | CF              | CF              | 1R              | 2R           | A            | A     | A               | A               | A               | ND              | A               | A               | A    | 0 / 4        | 4–4          | 50%          |
| Queen's                     | A               | A               | A               | A               | A               | A            | CF           | F     | 1R              | 2R              | CF              | ND              | A               | A               |      | 0 / 5        | 9–4          | 64%          |
| Hamburgo                    | A               | A               | A               | A               | A               | A            | A            | A     | A               | A               | A               | ND              | A               | A               |      | 0 / 0        | 0–0          | 0%           |
| Washington                  | A               | A               | A               | A               | 3R              | G            | A            | A     | CF              | A               | 3R              | ND              | A               | A               |      | 1 / 4        | 9–3          | 66%          |
| Pekín                       | A               | A               | A               | A               | A               | A            | 1R           | SF    | A               | A               | A               | No disputado    | No disputado    | No disputado    |      | 0 / 2        | 3–1          | 60%          |
| Tokio                       | A               | 2R              | 2R              | F               | F               | F            | A            | A     | 2R              | CF              | A               | ND              | ND              | A               |      | 0 / 7        | 17–7         | 71%          |
| Basilea                     | A               | A               | A               | A               | A               | CF           | A            | 1R    | A               | A               | A               | ND              | ND              | A               |      | 0 / 2        | 2–2          | 50%          |
| Viena                       | ATP 250         | ATP 250         | ATP 250         | ATP 250         | ATP 250         | ATP 250      | A            | A     | A               | 1R              | 1R              | A               | A               | A               |      | 0 / 2        | 0–2          | 0%           |
| Ganados–Perdidos            | 0–0             | 1–1             | 5–3             | 10–3            | 8–4             | 12–3         | 5–3          | 7–3   | 3–3             | 3–2             | 4–5             | 0–0             | 1–1             | 0–0             | 0–0  | 1 / 33       | 58–30        | 67%          |
| Estadísticas                |                 |                 |                 |                 |                 |              |              |       |                 |                 |                 |                 |                 |                 |      |              |              |              |
|                             | 2009            | 2010            | 2011            | 2012            | 2013            | 2014         | 2015         | 2016  | 2017            | 2018            | 2019            | 2020            | 2021            | 2022            | 2023 | T/P          | %            | %            |
| Torneos                     | 1               | 4               | 19              | 23              | 23              | 20           | 16           | 19    | 14              | 18              | 13              | 10              | 5               | 0               |      | 186          | 186          | 186          |
| Títulos                     | 0               | 0               | 1               | 2               | 2               | 1            | 1            | 1     | 0               | 0               | 0               | 0               | 0               | 0               |      | 8            | 8            | 8            |
| Finales                     | 0               | 0               | 2               | 4               | 4               | 3            | 2            | 4     | 2               | 1               | 0               | 1               | 0               | 0               |      | 22           | 22           | 22           |
| G–P en Hard                 | 0–1             | 4–4             | 19–11           | 33–11           | 36–12           | 33–13        | 25–12        | 32–11 | 14–5            | 19–12           | 13–12           | 22–8            | 7–5             | 0–0             |      | 8 / 128      | 262–119      | 75%          |
| G–P en Arcilla              | 0–0             | 0–2             | 9–6             | 7–5             | 8–6             | 11–5         | 4–2          | 10–4  | 11–5            | 4–1             | 0–0             | 1–1             | 0–0             | 0–0             |      | 0 / 35       | 65–37        | 64%          |
| G–P en Césped               | 0–0             | 0–0             | 3–2             | 5–4             | 1–3             | 5–2          | 4–2          | 10–2  | 4–2             | 9–2             | 8–2             | 0–0             | 0–0             | 0–0             |      | 0 / 22       | 49–21        | 70%          |
| G–P en general              | 0–1             | 4–6             | 31–19           | 45–20           | 45–21           | 49–20        | 33–16        | 52–17 | 29–12           | 32–15           | 22–14           | 23–9            | 7–5             | 0–0             |      | 8 / 186      | 372–175      | 68%          |
| Victorias %                 | 0%              | 40%             | 62%             | 69%             | 68%             | 71%          | 67%          | 75%   | 71%             | 67%             | 64%             | 72%             | 58%             | 0%              |      | 68%          | 68%          | 68%          |
| Ranking                     | 373             | 156             | 31              | 13              | 11              | 8            | 14           | 3     | 24              | 18              | 31              | 14              | 70              | -               |      | 19,267,452 $ | 19,267,452 $ | 19,267,452 $ |

## Ranking ATP al final de la temporada
| Año                     | 2007 | 2008 | 2009 | 2010 | 2011 | 2012 | 2013 | 2014 | 2015 | 2016 | 2017 | 2018 | 2019 | 2020 | 2021 | 2022 |
| Ranking en individuales | 1386 | 915  | 373  | 156  | 31   | 13   | 11   | 8    | 14   | 3    | 24   | 18   | 31   | 14   | 70   | SR   |